# Quecksilber
Quecksilber (altgriechisch ὑδράργυρος Hydrargyros „flüssiges Silber“; davon abgeleitet lateinisch hydrargyrum (Hg), so benannt von Dioskurides; lateinisch Argentum vivum ‚lebendiges Silber‘, und mercurius; englisch mercury und quicksilver) ist ein chemisches Element mit dem Symbol Hg und der Ordnungszahl 80. Obwohl es eine abgeschlossene d-Schale besitzt, wird es häufig zu den Übergangsmetallen gezählt. Im Periodensystem steht es in der 2. Nebengruppe, bzw. der 12. IUPAC-Gruppe, die auch Zinkgruppe genannt wird. Manchmal wird Quecksilber zu den Edelmetallen gezählt.
Es handelt sich bei Quecksilber um eine silbrige, dichte Flüssigkeit mit metallischen Eigenschaften. Es ist das einzige Metall und neben Brom das einzige Element, das bei Standardbedingungen flüssig ist. Aufgrund seiner hohen Oberflächenspannung benetzt Quecksilber seine inerte Unterlage nicht, sondern bildet wegen seiner starken Kohäsion linsenförmige Tropfen.
Verwendet wird bzw. wurde metallisches Quecksilber in Thermometern, Schaltern, Lampen und Zahnfüllungen (in Legierungen mit anderen Metallen; sogenannte „Amalgame“). Die Verbindung Quecksilbersulfid (auch bekannt als Zinnober) dient als rotes Pigment. Chemisch gesehen ist dieser Stoff identisch mit dem häufigen Mineral Cinnabarit, welches als Hauptquelle für Quecksilber gilt. In gediegener Form tritt Quecksilber hingegen nur selten auf. Der größte Produzent von Quecksilber ist mit Abstand die Volksrepublik China.
Quecksilber ist ein hochgiftiges Schwermetall. Es schädigt Nervensystem, Immunsystem und die Nieren. Besonders die Dämpfe des Metalls sind sehr giftig. Quecksilber spielt zudem eine bedeutende Rolle als Umweltschadstoff.

## Etymologie

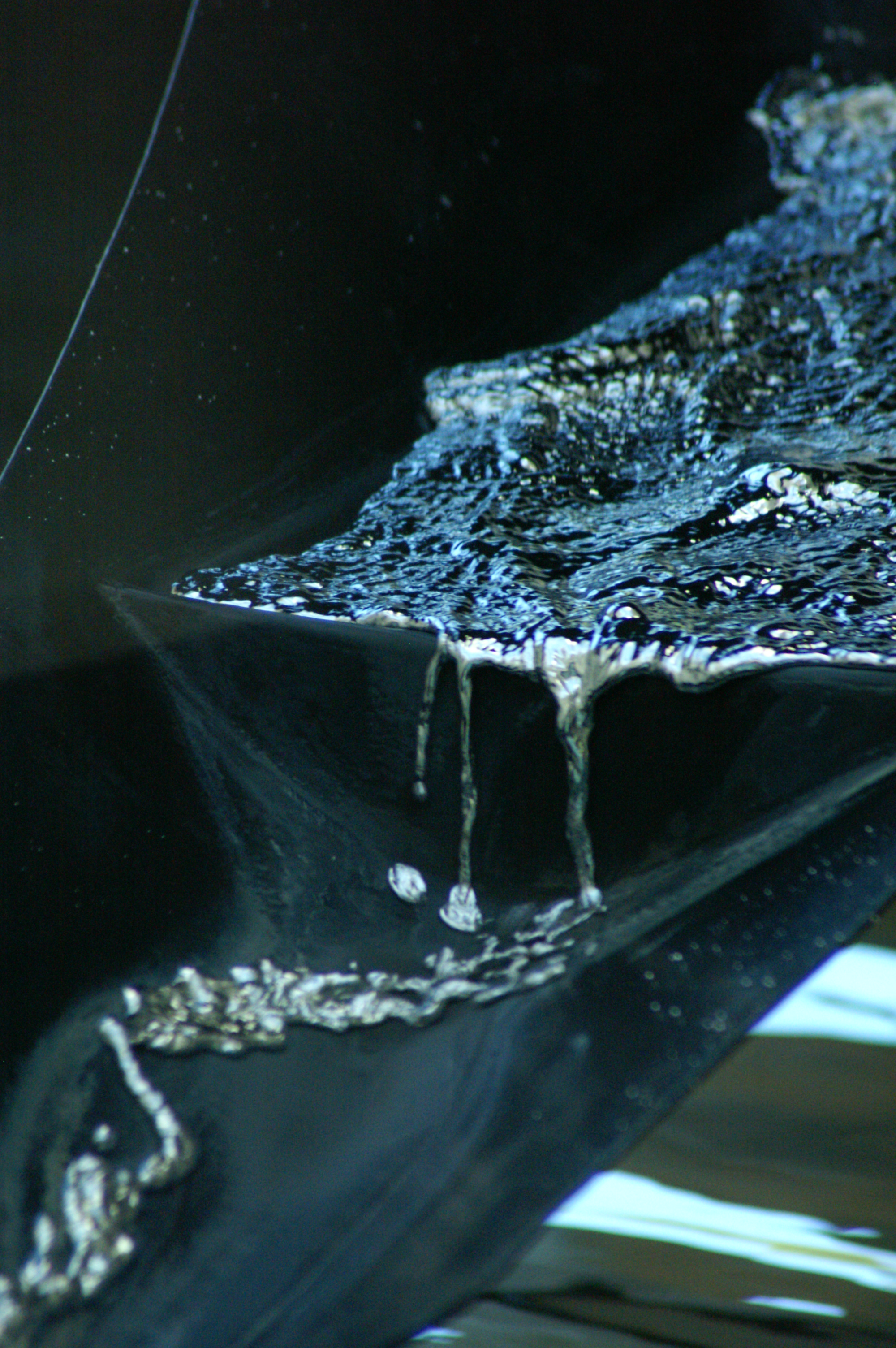
„Lebendiges Silber“ im Quecksilber-Brunnen

Quecksilber bedeutet ursprünglich „keckes Silber“, d. h. schnelles – vgl. englisch quick – bzw. bewegtes oder lebendiges Silber (von althochdeutsch quëcsilabar, quëchsilper, mittelhochdeutsch quëcsilber, këcsilber zu germanisch kwikw ,[quick]lebendig‘) als Übersetzung von gleichbedeutend (mittel)lateinisch argentum vivum ‚lebendiges Silber‘, z. B. bei Plinius.
Im alten Griechenland gab es zwei Bezeichnungen für das Quecksilber: altgriechisch ἄργυρος χυτός árgyros chytós (nach Theophrastos, 60) für „flüssiges Silber“ und altgriechisch ὑδράργυρος Hydrargyros (Dioskurides, V 95) für „Wassersilber“. Beide Bezeichnungen gingen in den lateinischen Bezeichnungen argentum vivum sowie hydrargyrus und später hydrargyrum auf. Letzteres bildete schließlich die Grundlage für das chemische Zeichen Hg. Plinius bezeichnete allerdings nur das natürliche gediegene Quecksilber als argentum vivum, das künstliche, aus Cinnabarit (auch Zinnober) gewonnene, dagegen als hydrargyrus.
Schwefelalkohole werden als Mercaptane („Quecksilber-Fänger“) bezeichnet, weil sie mit Quecksilber unter Bildung von Quecksilbersulfiden reagieren können.

## Geschichte
Quecksilber ist mindestens seit der Antike bekannt. So wird es schon in den Werken von Aristoteles, Theophrastos von Eresos, Plinius dem Älteren und anderen Schriftstellern der Antike erwähnt. Vom Altertum bis ins 20. Jahrhundert wurde es als Heilmittel verwendet (aufgrund seiner Toxizität, die zuerst von dem Arzt und Empiriker Herakleides von Tarent berichtet wurde, jedoch mit entsprechend negativen Folgen).
Quecksilber wurde in der Antike durch Verreiben von Zinnober mit Essig oder durch Erhitzen von Zinnober über ein Sublimationsverfahren gewonnen. Vitruv war bereits die Legierung des Quecksilbers mit Gold bekannt. Diese wurde zum Feuervergolden von Gegenständen benutzt, wobei das Quecksilber verdampfte.
Im 5. Jahrhundert n. Chr. kannte man als Quecksilberverbindung das Sublimat (Quecksilber(II)-chlorid), genannt auch Mercurius sublimatus („destilliertes“ Quecksilber bzw. Hydrargyrum bichloratum corrosivum). Paracelsus war der erste Arzt, der Präzipitate (etwa Mercurius praecipitatus, weißes Quecksilberpräzipitat ) und basische Quecksilbersalze herstellte und als Heilmittel verwendete. Ab dem 16. Jahrhundert wurde Quecksilber wirtschaftlich bedeutungsvoll, weil es zur Gewinnung von Silber aus Silbererzen über Amalgambildung benötigt wurde.
Bereits in Altertum und Mittelalter wurde Quecksilber medizinisch verwendet.
Im ausgehenden 19. Jahrhundert hielt man Quecksilber für ein geeignetes Medikament gegen Frauenleiden, weswegen es zum Teil in toxischen Mengen verabreicht wurde.
Vom Ende des 15. bis zum Anfang des 20. Jahrhunderts waren Quecksilberpräparate wie die graue Quecksilbersalbe oder das Asurol weit verbreitete Mittel zur Behandlung der Syphilis (zuletzt auch in Kombination mit Arsenverbindungen wie Arsphenamin; siehe auch Biometallorganische Chemie). Zu einer Quecksilberkur wurde das Quecksilber in der Regel auf die Haut aufgetragen, injiziert oder gelegentlich sogar inhaliert, wobei es in vielen Fällen zu Vergiftungserscheinungen kam. Syphilis galt als Volksseuche und Anspielungen auf die Symptome der Syphilis sowie der damit einhergehenden Quecksilbervergiftung finden sich in vielen literarischen Werken der damaligen Zeit.
Metallisches Quecksilber diente im gleichen Zeitraum zur Behandlung von Darmverschlüssen. Der Patient nahm dazu oral mehrere Kilogramm metallisches Quecksilber auf, um das Hindernis im Darm zu überwinden. Wenn er die Behandlung überlebte, verließ das Metall seinen Körper auf natürlichem Wege ohne weitere Vergiftungserscheinungen.
Quecksilber(I)-chlorid wurde in der Vergangenheit sowohl äußerlich, etwa gegen Hornhautflecken oder Feigwarzen, als auch vielfach innerlich und bis in die 1990er Jahre als Spermizid in Form von Vaginal-Zäpfchen zur Empfängnisverhütung angewandt. Früher hatten fast alle Merfen-Präparate, auch Lutschtabletten, als Wirkstoff die etwa 1951 als wirksam entdeckte organische Quecksilberverbindung Phenylmercuriborat, während diese heute alle quecksilberfrei sind. Ebenfalls antiseptisch wirkte Merbromin im nur bis 2003 zugelassenen Mercurochrom.
Am Quecksilber wurde vom niederländischen Physiker Heike Kamerlingh Onnes im Jahre 1911 das erste Mal das Phänomen der Supraleitung entdeckt. Unterhalb von 4,183 Kelvin (−268,967 °C) verschwindet dabei der elektrische Widerstand vollständig. Die Nähe zum Siedepunkt von Helium trug dabei zwar zur Entdeckung bei, ist jedoch rein zufällig.

Alchemie-Symbol

In der griechischen Antike symbolisierte das Quecksilber sowohl den Gott Hermes als auch den zugehörigen Planeten. Dies wurde später von den Römern und den Alchemisten für den gleichgesetzten Gott Mercurius übernommen. Daher ist im Lateinischen Mercurius und im Englischen mercury sowohl die Bezeichnung für das Quecksilber als auch für den Planeten und den Gott. Als alternative Bezeichnung für das Metall wird im Englischen aber auch quicksilver verwendet.
Quecksilber wurde (als Mercurius philosophorum) in der Alchemie verwendet, um Metalle zu veredeln. So sollte durch Quecksilberzusatz aus Kupfer Silber entstehen. Angestrebt wurde auch eine Verfestigung des Quecksilbers, die fixatio mercurii, beispielsweise (beschrieben im 15. Jahrhundert durch Hans Kluge) durch physikalisch-chemische Behandlung einer Mischung von Quecksilber mit Kupfervitriol, der weitere Zusätze wie Weinstein, Salpeter und Glaspulver beigefügt wurden.
In der Alchemie sprach man bezüglich der Verfestigung bzw. Fixation (fixatio) auch vom „Töten“ (mortificatio) des Quecksilbers (lateinisch argentum vivum oder mercurius), wenn dieses im Rahmen der „Amalgamierung“ vom flüssigen (flüchtigen) in einen festen (erstarrten) Zustand (dann mercurius coagulatus genannt), und damit angeblich in („totes“) Silber (lateinisch argentum), umgewandelt wurde.
Für die mittelalterlichen Alchemisten waren Quecksilber, Schwefel und Salz die drei grundlegenden Elemente. Das Einhorn symbolisierte das Quecksilber.

## Vorkommen

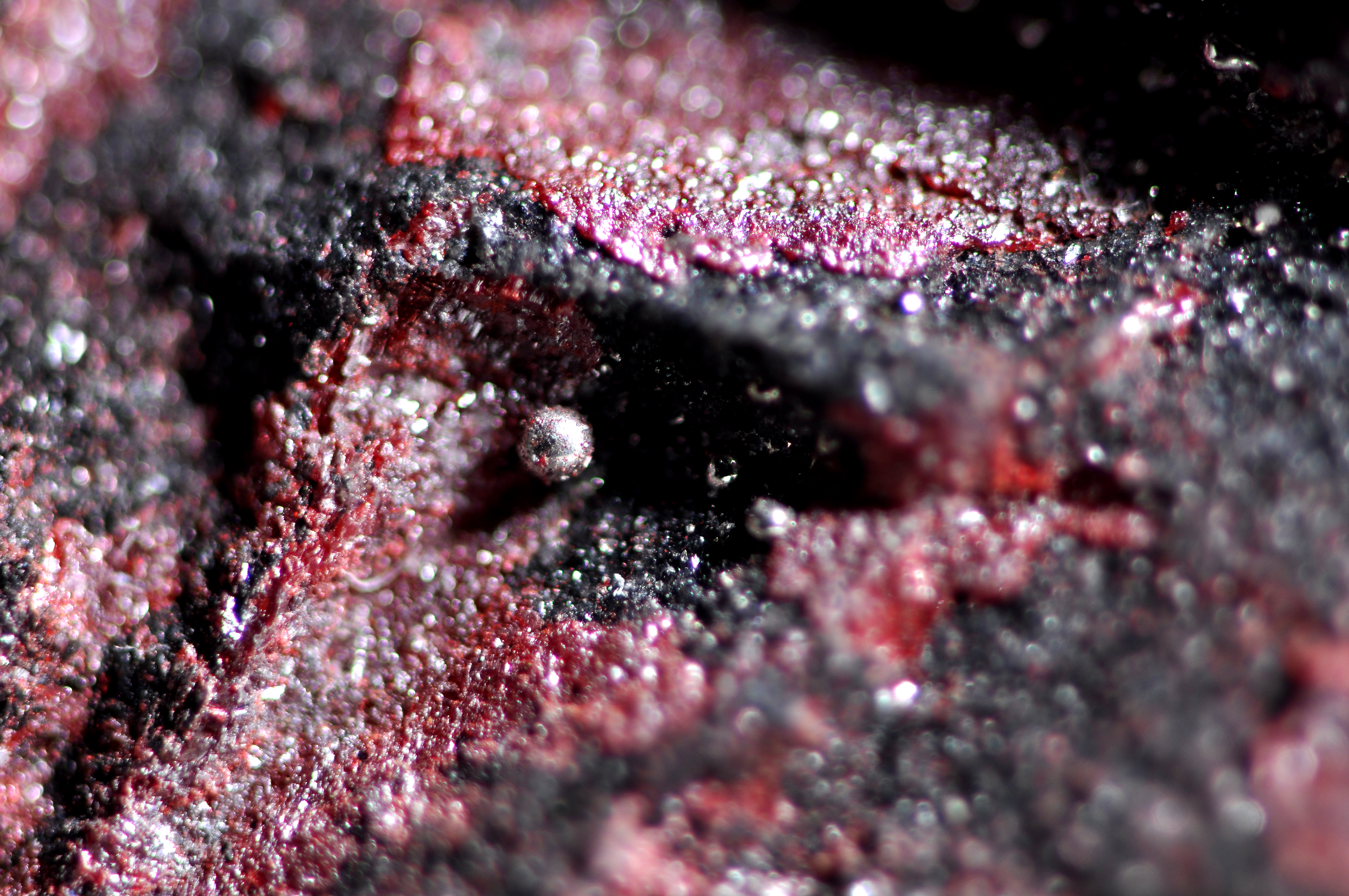
Quecksilberperle auf Cinnabarit

Quecksilbervorkommen gibt es unter anderem in Slowenien, Italien, China, Algerien, Russland und Spanien. Meist findet man es als Mineral in Form von Cinnabarit (Zinnober, HgS) in Gebieten mit ehemaliger vulkanischer Aktivität. Seltener kommt Quecksilber auch gediegen vor, wobei weltweit aktuell über 400 Vorkommen für gediegen Quecksilber dokumentiert sind (Stand 2024).
Aufgrund der seit der Jahrtausendwende stark zurückgegangenen Nutzung und der Gefahren von Quecksilber ist die Ausbeutung der Vorkommen in Europa und Nordamerika fast vollständig eingestellt (siehe auch nachfolgende Abschnitte).
In der Nähe des spanischen Ortes Almadén befinden sich die größten Cinnabarit-Vorkommen der Erde. Die Förderung wurde im Jahre 2003 beendet und die Mine von Almadén zu einem Besucherbergwerk umgewandelt. In Idrija, Slowenien, befand sich das weltweit zweitgrößte Vorkommen von Quecksilber, von dem aus in der Blütezeit 13 % des Weltmarktbedarfs abgedeckt wurde. Der Abbau ist seit 1493 nachgewiesen und endete 1994. Almadén und Idrija sind seit 2012 wegen der Geschichte des Quecksilberbergbaus als UNESCO-Welterbe gelistet.
Weit seltenere Quecksilberminerale sind Montroydit (HgO), Paraschachnerit, Schachnerit, Eugenit, Luanheit und Moschellandsbergit (alle AgHg). Ein anderes Mineral ist Belendorffit (CuHg). Derzeit sind insgesamt rund 200 Quecksilberminerale bekannt (Stand 2024). Quecksilber ist zudem ein akzessorischer Bestandteil von Braun- und Steinkohle.
Große Mengen Quecksilber sind zudem in der gefrorenen Biomasse der Permafrostböden der nördlichen Hemisphäre gebunden. In diesen ist etwa doppelt so viel Quecksilber gespeichert wie in allen anderen Böden, der Atmosphäre sowie den Ozeanen zusammen. Bei einem verstärkten Abtauen des Permafrostes, wie es durch die menschengemachte globale Erwärmung erwartet wird, würden biologische Abbauprozesse einsetzen, durch die das Quecksilber möglicherweise in die Umwelt abgegeben wird, wo es unter anderem den arktischen Ökosystemen, Wasserlebewesen in den Ozeanen und der menschlichen Gesundheit schaden könnte.
Quecksilber wird traditionell in Metalltonnen (englisch „flask“) von 76-pound (34,473 kg) gehandelt und an der Rohstoffbörse in der Einheit „FL“ = flask notiert.
Bedingt durch die lange atmosphärische Lebensdauer von elementarem Quecksilber von mehreren Monaten bis zu einem Jahr führen Emissionen in die Luft zu einer über die gesamte Erdatmosphäre relativ konstanten Median-Luftkonzentration von 1,2 bis 1,8 ng/m3 in der nördlichen Hemisphäre und rund 1,0 ng/m3 in der südlichen Hemisphäre.

## Quecksilber als Mineral

### Mineralanerkennung
Auch wenn Quecksilber unter Normalbedingungen flüssig ist, wird es traditionell zu den Mineralen gezählt, da es ähnlich wie Eis bei entsprechenden Temperaturen als natürlich vorkommender, durch geologische Prozesse entstandener Feststoff mit definierter Zusammensetzung vorkommen kann (Bsp. Permafrostböden). Dies entspricht auch den allgemeinen Bedingungen der International Mineralogical Association (IMA) für die Anerkennung von eigenständigen Mineralarten.
Da Quecksilber bereits lange vor der Gründung der International Mineralogical Association (IMA) bekannt und als eigenständige Mineralart anerkannt war, wurde dies von ihrer Commission on New Minerals, Nomenclature and Classification (CNMNC) übernommen und bezeichnet Quecksilber als sogenanntes „grandfathered“ (G) Mineral. Die seit 2021 ebenfalls von der IMA/CNMNC anerkannte Kurzbezeichnung (auch Mineral-Symbol) von Quecksilber entspricht mit „Hg“ dem Elementsymbol.

### Klassifikation
Bereits in der veralteten 8. Auflage der Mineralsystematik nach Strunz gehörte Quecksilber zur Mineralklasse der „Elemente“ und dort zur Abteilung „Metalle und intermetallische Legierungen (ohne Halbmetalle)“, wo er gemeinsam mit Goldamalgam, Kongsbergit, Moschellandsbergit und Potarit sowie im Anhang mit Zink in der „Quecksilber-Amalgam-Reihe“ mit der Systemnummer I/A.02 steht.
In der zuletzt 2018 überarbeiteten Lapis-Systematik nach Stefan Weiß, die formal auf der alten Systematik von Karl Hugo Strunz in der 8. Auflage basiert, erhielt das Mineral die System- und Mineralnummer I/A.02-010. Dies entspricht ebenfalls der Abteilung „Metalle und intermetallische Verbindungen“, wo Quecksilber zusammen mit Aurihydrargyrumit, Belendorffit, Bleiamalgam, Eugenit, Goldamalgam, Kolymit, Luanheit, Moschellandsbergit, Paraschachnerit, Potarit, Schachnerit und Weishanit eine unbenannte Gruppe mit der Systemnummer I/A.02 bildet.
Auch die von der IMA zuletzt 2009 aktualisierte 9. Auflage der Strunz’schen Mineralsystematik ordnet Quecksilber in die Abteilung „Metalle und intermetallische Verbindungen“ ein. Diese ist allerdings weiter unterteilt nach den in der Verbindung vorherrschenden Metallen, die entsprechend ihrer verwandten Eigenschaften in Metallfamilien eingeteilt wurden. Hier ist das Mineral in der Unterabteilung „Quecksilber-Amalgam-Familie“ zu finden, wo es als einziges Mitglied eine unbenannte Gruppe mit der Systemnummer 1.AD.05 bildet.
In der vorwiegend im englischen Sprachraum gebräuchlichen Systematik der Minerale nach Dana hat Quecksilber die System- und Mineralnummer 01.01.07.01. Das entspricht ebenfalls der Klasse und gleichnamigen Abteilung „Elemente“. Hier findet er sich innerhalb der Unterabteilung „Elemente: Metallische Elemente außer der Platingruppe“ als einziges Mitglied in einer unbenannten Gruppe mit der Systemnummer 01.01.07.

## Gewinnung und Darstellung

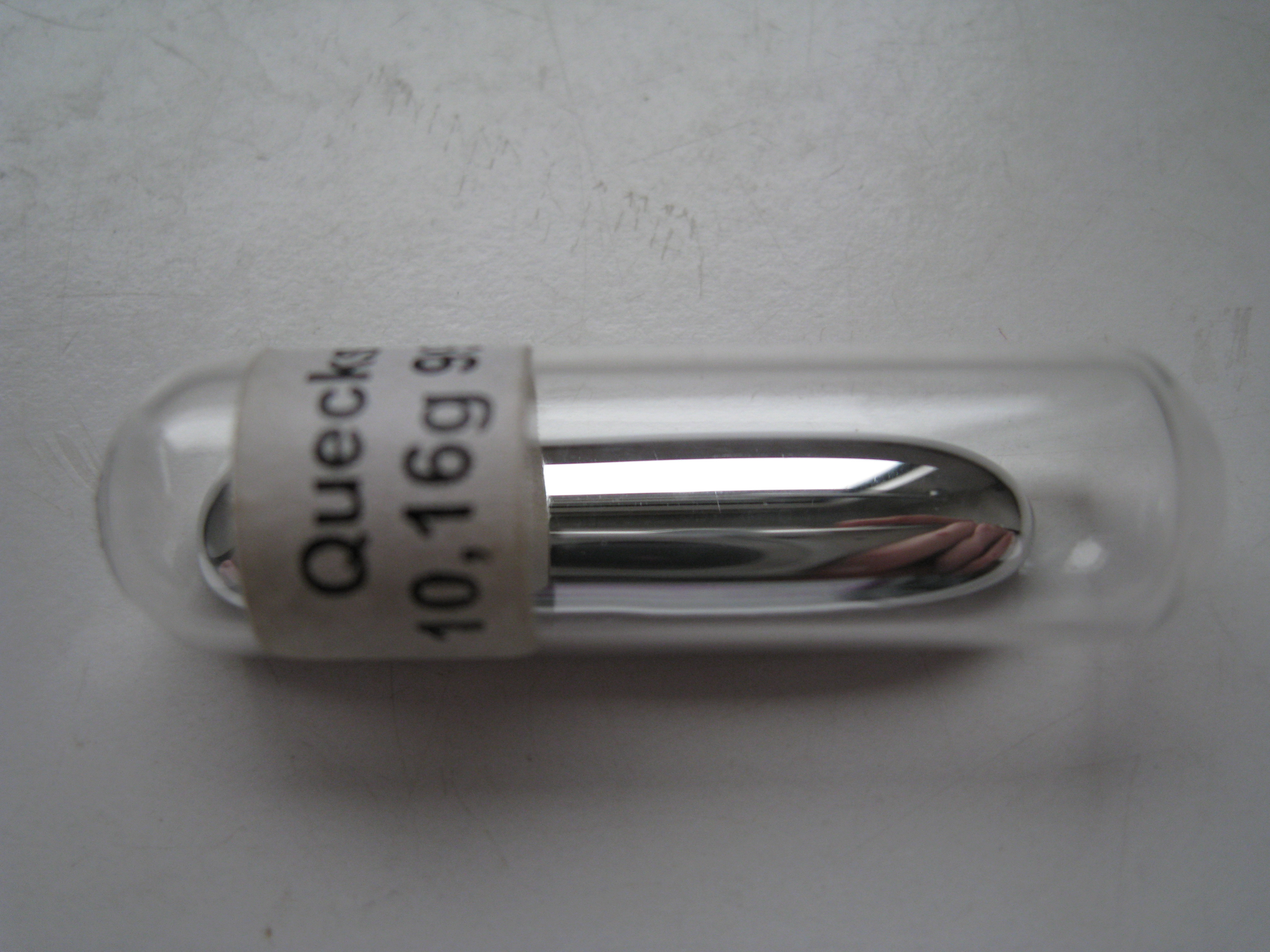
Ampulle mit Quecksilbertropfen

Reines Quecksilber wird gewonnen, indem man das Quecksilbererz Zinnober (HgS) mit Sauerstoff reagieren lässt (Röstverfahren). Die Reaktionsprodukte sind elementares Quecksilber und Schwefeldioxid:
{\displaystyle \mathrm {{}HgS\ +O_{2}\longrightarrow {}Hg+SO_{2}} }
Weltweit wurde in den letzten fünf Jahrhunderten rund eine Million Tonnen metallisches Quecksilber aus Zinnober und anderen Erzen gewonnen. Etwa die Hälfte davon entfiel auf die Zeit vor 1925 (Stand: 2000).
Aktuell (Stand: 2020) werden nur noch ca. 2490 t Quecksilber pro Jahr abgebaut, wobei alleine 2.200 t (88,3 %) auf China entfallen. Nach der Schließung der Almaden-Mine in Spanien im Jahre 2003 produziert in Europa lediglich noch Norwegen geringe Mengen Quecksilber. Verfügbar sind allerdings größere Mengen aus dem Recycling quecksilberhaltiger Abfälle. Die US-amerikanische Umweltschutzbehörde EPA verzeichnete zum Beispiel 2018 eine US-Quecksilberproduktionsmenge von 45 t, von denen 16 t im Inland verbraucht wurden. Größter Anwendungsbereich war dentales Amalgam (43 %), gefolgt von Relais, Schaltern, Sensoren und Ventilen (41 %), Beleuchtungen und Lampen (8 %), Pufferlösungen, Katalysatoren, Lösungen und Impfstoffen (7 %), Batterien und anderen Verwendungen (1 %). Größere Mengen Quecksilber werden auch noch in der Chloralkali-Elektrolyse benötigt. Seit 1. Januar 2013 ist der Export von elementarem Quecksilber aus den USA verboten. Am 1. Januar 2020 wurden 5 weitere Quecksilberverbindungen in das Exportverbot aufgenommen.
Einen Überblick über die global abgebauten Mengen gibt die folgende Tabelle:
| Land                 | Fördermenge (in t) | Fördermenge (in t) |
| Land                 | 2019               | 2020               |
| -------------------- | ------------------ | ------------------ |
| Argentinien          | 50                 | 0                  |
| Volksrepublik China  | 3.600              | 2.200              |
| Kirgisistan          | 15                 | 15                 |
| Mexiko (Exportmenge) | 63                 | 40                 |
| Norwegen             | 20                 | 20                 |
| Peru (Exportmenge)   | 40                 | 30                 |
| Tadschikistan        | 100                | 178                |
| Andere Länder        | 12                 | 11                 |
| Summe (gerundet)     | 3.900              | 2.490              |

## Eigenschaften

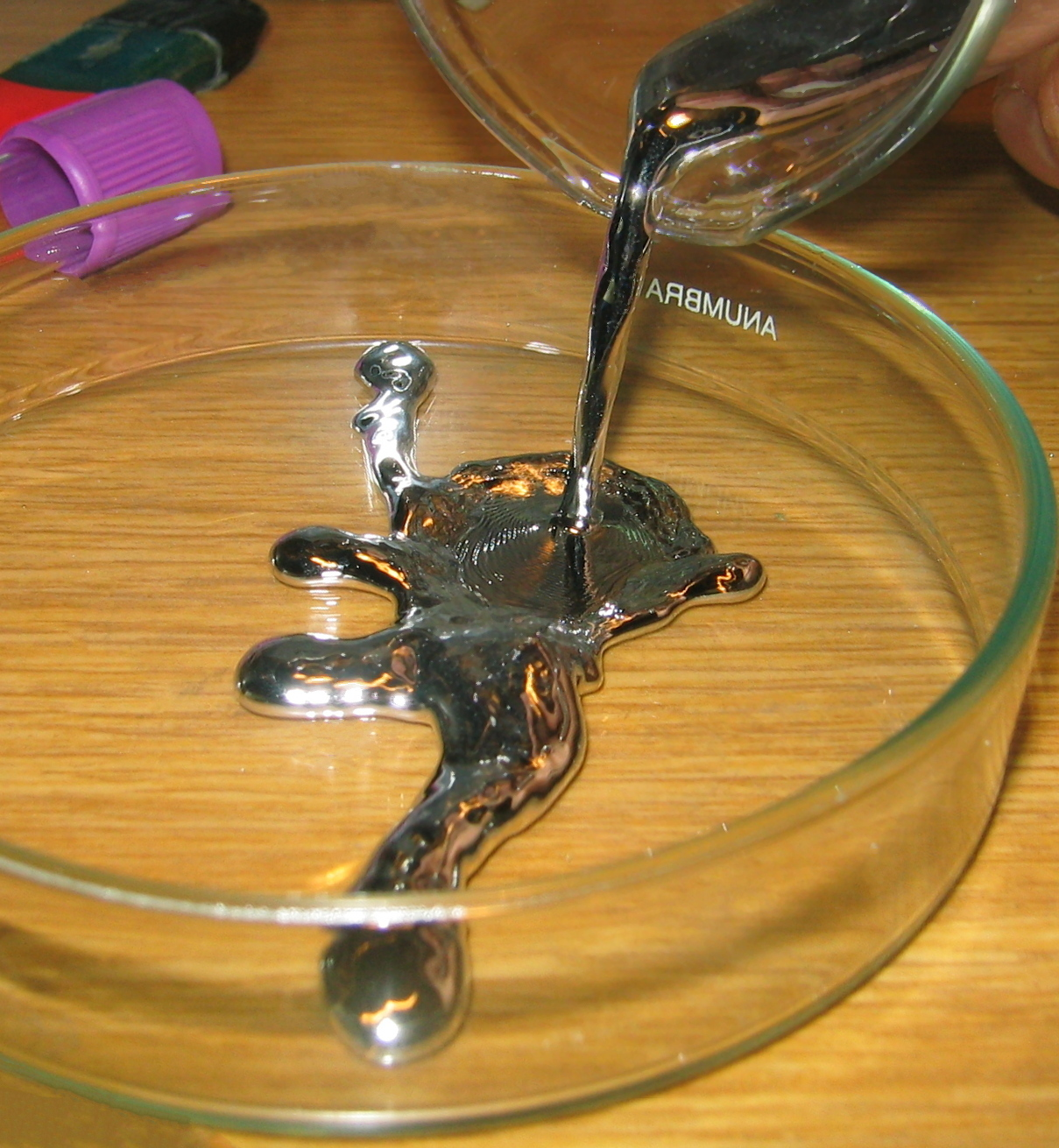
Quecksilber bei Zimmertemperatur

Quecksilber ist ein silberweißes, flüssiges Schwermetall. Es wird manchmal noch zu den Edelmetallen gezählt, ist jedoch viel reaktiver als die klassischen Edelmetalle (zum Beispiel Platin, Gold), die in derselben Periode stehen. Es bildet mit sehr vielen Metallen Legierungen, die sogenannten Amalgame. Quecksilber leitet Strom im Vergleich zu anderen Metallen schlecht. Es ist außer den Edelgasen das einzige Element, das bei Raumtemperatur in der Gasphase einatomig vorliegt.
Quecksilber ist mit einer Dichte von 13,5 g/cm3 (hochrein 13,545808 g/cm3 bei 293,15 K und 0 Pa) etwa 13,5-mal so dicht wie Wasser, so dass nach dem Archimedischen Prinzip seine Tragfähigkeit auch 13,5-mal so hoch ist; somit schwimmt auch ein Eisenwürfel (Dichte 7,9 g/cm3) in Quecksilber. 2013 durchgeführte Monte-Carlo-Simulationen zeigen, dass die Dichte des Quecksilbers durch relativistische Effekte beeinflusst wird. Nicht-relativistische Berechnungen würden eine Dichte von 16,1 g/cm3 erwarten lassen.

### Leitfähigkeit
Die Metallbindung in Quecksilber kommt durch delokalisierte Elektronen zustande. Diese Elektronen nehmen bestimmte, diskrete Energieniveaus in Bändern ein, die durch die Verbreiterung atomarer Zustände durch Wechselwirkung entstehen. In flüssigen Metallen wie Quecksilber existiert keine periodische Struktur. Daher ist der Quasiimpuls keine gute Quantenzahl und die elektronische Bandkonfiguration nicht in der Brillouin-Zone darstellbar, wie sonst für feste Metalle üblich. Durch das Pauli-Prinzip füllen die Elektronen dennoch nach und nach die Energiezustände auf, nur das Leitungsband bleibt unvollständig besetzt. Die Elektronen in diesem Band sind delokalisiert und bilden das Elektronengas. Auch klassisch lässt sich die elektrische Leitfähigkeit durch diese Elektronen erklären.

### Aggregatzustände
Quecksilber ist bei Raumtemperatur flüssig. Ursache dafür sind die Eigenschaften der Bindungen zwischen den Quecksilberatomen. Zunächst hat Quecksilber eine sehr spezielle Elektronenkonfiguration. Als Element der 12. Gruppe des Periodensystems besitzen Quecksilberatome komplett gefüllte s- und d-Atomorbitale, was eine sehr stabile und energetisch günstige Konstellation bedeutet. Das Leitungsband ist dadurch leer. Bei den leichteren Homologen Zink und Cadmium, die in derselben Gruppe des PSE wie Quecksilber stehen, jedoch bei Raumtemperatur fest sind, ist der energetische Unterschied zwischen dem Valenzband zum Leitungsband so gering, dass Elektronen problemlos vom Valenz- ins Leitungsband springen können, wodurch eine Metallbindung zustande kommt.
Die Besonderheit bei Quecksilber liegt in dem mit 14 Elektronen vollständig gefüllten 4f-Orbital. Aufgrund der Lanthanoidenkontraktion und relativistischer Effekte kommt es zu einem Massezuwachs und einer weniger effizienten Abschirmung der Kernladung. Erst kürzlich konnte mittels Monte-Carlo-Simulation nachgewiesen werden, dass die Schmelzpunktanomalie des Quecksilbers tatsächlich relativistischen Effekten geschuldet ist. Ohne relativistische Effekte wäre ein Schmelzpunkt zu erwarten, der um 105 K höher liegen würde als der experimentell beobachtete.
Besetzte Orbitale werden dadurch näher an den Kern herangezogen, ebenso das Valenzband des Quecksilbers. Unbesetzte Orbitale wie das Leitungsband werden jedoch nicht Richtung Kern verlagert, was zu einer besonders großen Energiedifferenz zwischen Valenz- und Leitungsband führt, die bei Zink und Cadmium deutlich geringer ist. So können kaum Elektronen das Valenzband verlassen und das Leitungsband erreichen, wodurch die Metallbindung außergewöhnlich schwach ausfällt. Dies erklärt zugleich auch die Flüchtigkeit und die für Metalle untypisch schlechte Leitfähigkeit des Quecksilbers.
Der für Quecksilber angegebene Schmelzpunkt von −38,836 °C basierte auf der IPTS-68 (The International Practical Temperature Scale of 1968). Nachdem die ITS-90-Werte die IPTS-68 ablösten, mussten die Schmelz- und Siedepunkte angepasst werden. Nach der ITS-90 liegt der Tripelpunkt von Quecksilber bei −38,8344 °C (einer der Fixpunkte für die Definition der ITS-90), wenn der Druck etwa 10−3 Pa beträgt. Mit der Korrektur für den Normaldruck beträgt der Schmelzpunkt bei 101,325 kPa also −38,8290 °C.
Bei steigendem Druck tritt eine Schmelzpunkterhöhung auf. Die Druckabhängigkeit des Schmelzpunkts wurde anhand kleiner Proben mit 4,8 ± 0,2 mK bar−1 ermittelt. Weitere wichtige Größen beim Übergang zwischen den Aggregatzuständen sind die Siedetemperatur unter Normbedingung von 356,6183 °C, der Tripelpunkt bei −38,8344 °C und 0,165 mPa, sowie der kritische Punkt bei 1764 ± 1 K und 167 ± 3 MPa. Verunreinigungen verändern jedoch alle Phasenumwandlungstemperaturen.

## Isotope
Von Quecksilber sind insgesamt 47 Isotope und 9 Kernisomere mit Massenzahlen von 170 bis 216 bekannt. Sieben dieser Isotope sind stabil (mit den Massenzahlen 196, 198, 199, 200, 201, 202 und 204). Von den radioaktiven Isotopen weist nur 194Hg mit 447 Jahren eine relativ lange Halbwertszeit auf. Die anderen Isotope und Kernisomere haben nur Halbwertszeiten unter  1,1 Millisekunden und 47 Tagen.

## Verwendung

### Thermometer
Die thermische Ausdehnung des Quecksilbers ist, verglichen mit anderen Flüssigkeiten, knapp eine Größenordnung niedriger, zeigt aber im Bereich zwischen 0 °C und 180 °C nur etwa 2 Prozent Linearitätsfehler:
{\displaystyle V(\theta )=V_{0}\left(1+1{,}82\cdot 10^{-4}{\frac {\theta }{^{\circ }\mathrm {C} }}+7{,}8\cdot 10^{-9}{\frac {\theta ^{2}}{^{\circ }\mathrm {C} ^{2}}}\right).}
Außerdem benetzt Quecksilber Glas nicht und ist visuell gut zu erfassen. Daher eignet es sich zum Einsatz in Flüssigkeitsthermometern und Kontaktthermometern. Als Außenthermometer in sehr kalten Regionen kann es aber auf Grund seines Schmelzpunktes (−38,83 °C) nur bedingt verwendet werden.
Bedingt durch seine starke Toxizität ist der Einsatz heutzutage auf den wissenschaftlichen Bereich beschränkt; Quecksilber kann teilweise – je nach Temperaturbereich – durch gefärbte Füllungen aus Alkohol, Petroleum, Propylencarbonat, Pentan, Toluol, Kreosot, Isosamylbenzoat, hydriertem Mineralöl oder Galinstan sowie durch elektronische Thermometer ersetzt werden.
Das erste brauchbare Quecksilberthermometer wurde um 1720 von Daniel Gabriel Fahrenheit entwickelt. In einem Thermometer befinden sich im Schnitt 150 mg Quecksilber. In einem Fieberthermometer kann die Menge bis zu 1 g betragen. Dies entspricht in etwa einem Kügelchen von 5,2 mm Durchmesser.
Seit dem 3. April 2009 ist das Inverkehrbringen von neuen quecksilberhaltigen Fieberthermometern, Barometern und Blutdruckmessgeräten innerhalb der EU verboten; ausgenommen hiervon sind Messgeräte für den wissenschaftlichen oder medizinischen Gebrauch sowie Alt- und Gebrauchtgeräte.

### Manometer/Barometer

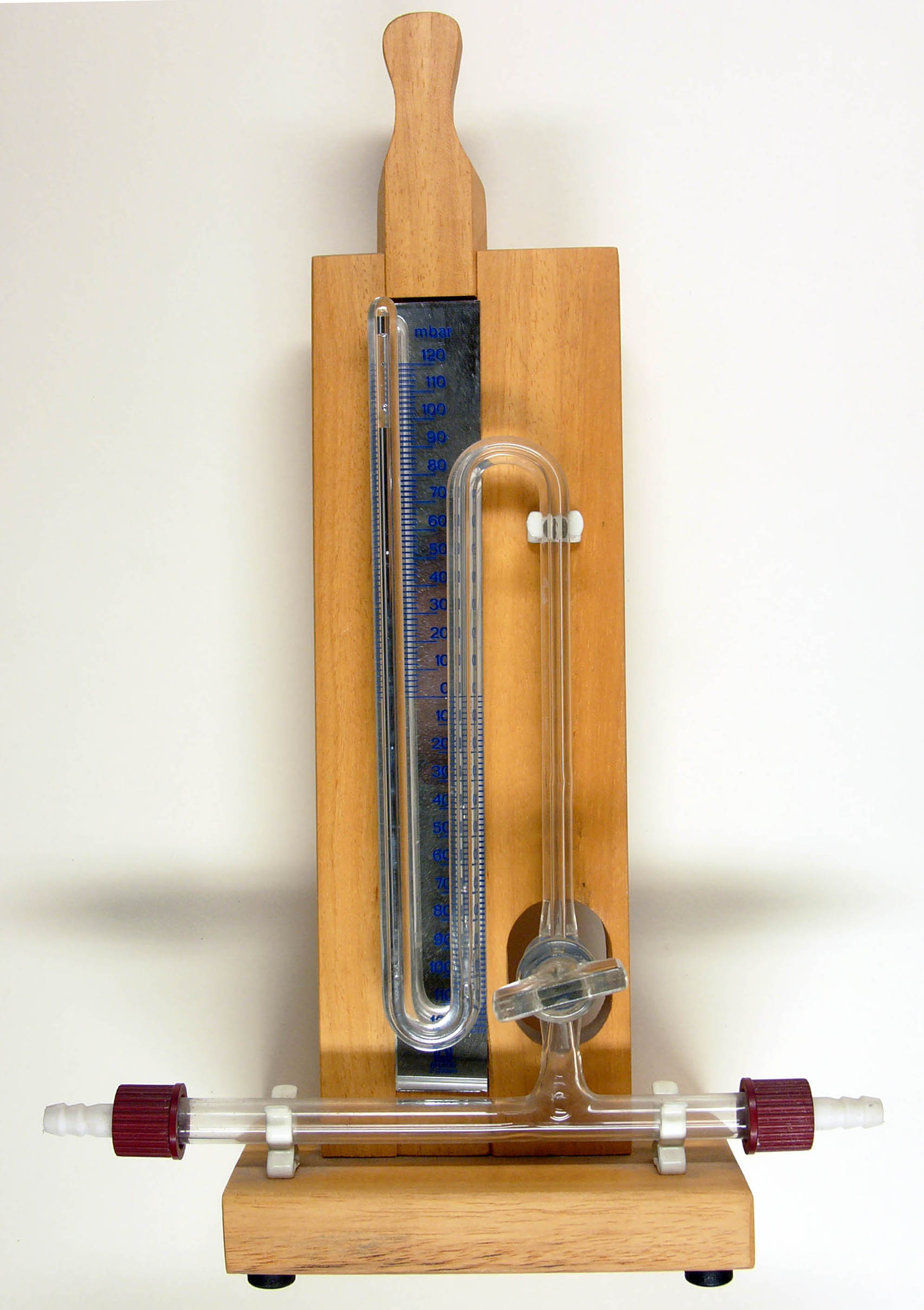
Manometer mit Quecksilbersäule

Die klassische Bauform eines Manometers („Druckdifferenzmessers“) ist ein U-Rohr, dessen Enden mit den beiden Druckatmosphären über Leitungen verbunden sind. Bis in die heutige Zeit ist Quecksilber als Manometerflüssigkeit weit verbreitet. Die Vorteile von Quecksilber sind: hohe Dichte, das Nichtbenetzen von Glas und der vernachlässigbare Dampfdruck. Quecksilber ist zwar farblos doch undurchsichtig.
Die einfachste und älteste Bauform des Barometers ist ein stabiles einseitig geschlossenes Glasrohr von etwa 4–6 mm Innendurchmesser, das mit dem geschlossenen Ende nach unten gehalten randvoll mit Quecksilber gefüllt, dann mit dem Daumen verschlossen, umgekehrt aufgerichtet und samt dem Daumen unter den Quecksilberspiegel in einen breiten, halbvollen Becher getaucht wird, bevor der Daumen die nun untenliegende Öffnung wieder freigibt.
Die Quecksilbersäule im Rohr sinkt nur soweit ab, bis die Kraft des Luftdrucks außerhalb des Rohrs und die Gewichtskraft des Quecksilbers im Rohr sich im Gleichgewicht befinden. Bei Normaldruck (1 Atmosphäre) sind dies 760 mm „Quecksilbersäule“. Die alte Angabe in der Maßeinheit Torr für den Luftdruck entspricht der Höhe der Quecksilbersäule in Millimetern, 1 mm Quecksilbersäule entsprechen 133,21 Pascal.

### Schalter

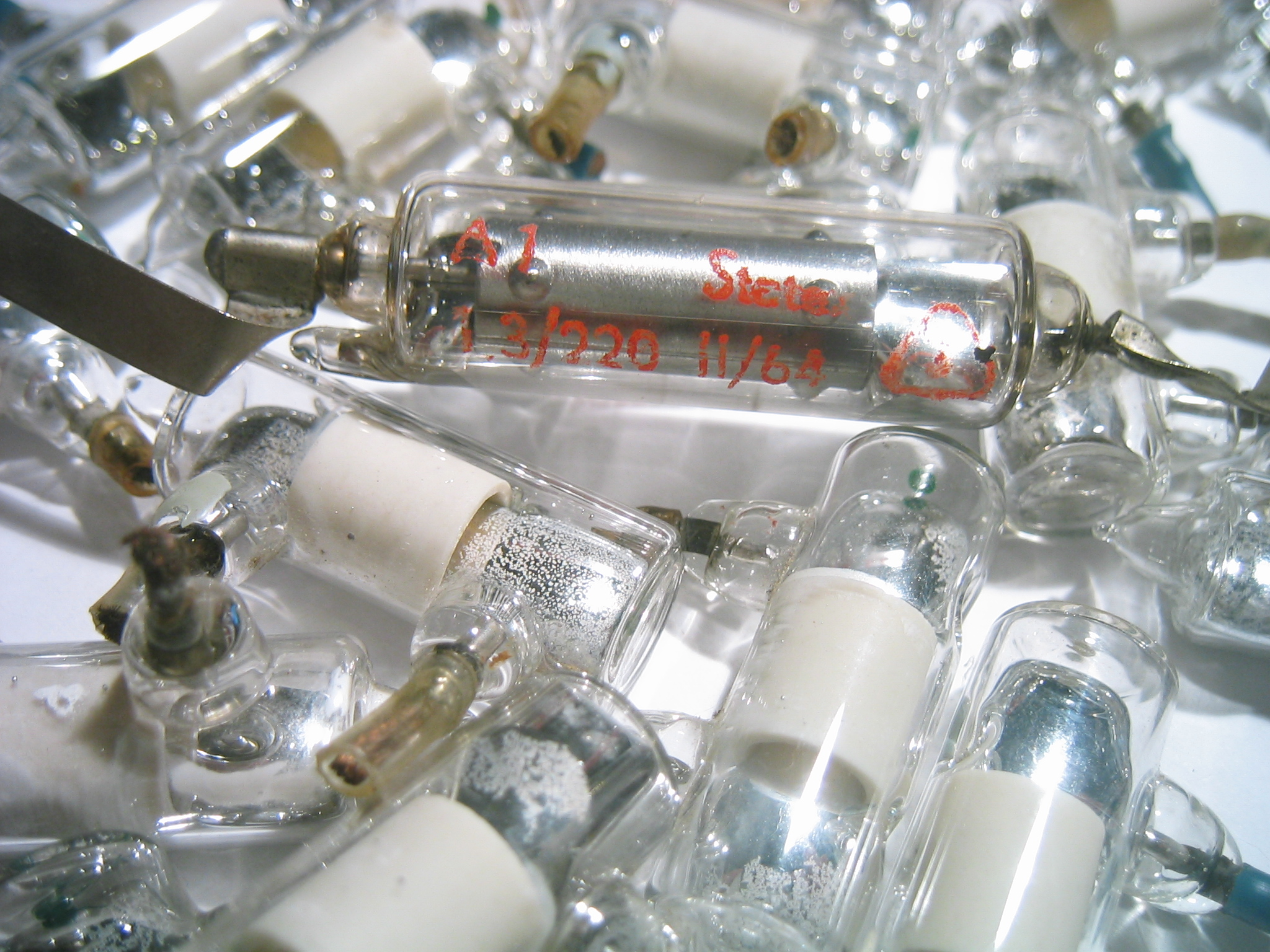
Quecksilberschalter

Durch seine elektrische Leitfähigkeit und die sehr hohe Oberflächenspannung (0,476 N/m bei 20 °C) ist Quecksilber ideal für die Anwendung als Kontaktwerkstoff in den früher verwendeten Quecksilberschaltern. Wegen der Problematik bei der Entsorgung von Elektronikschrott ist seit dem Jahr 2005 in der EU („RoHS“-Richtlinie) der Einsatz von Quecksilber in Schaltern für die meisten Anwendungsgebiete untersagt. In Spezialanwendungen werden auch heute noch mit Quecksilber benetzte Kontakte verwendet, um besonders geringe Kontaktwiderstände zu erzielen oder das Prellen der Kontakte zu vermeiden (z. B. Hg-Relais).
Quecksilber-Neigungsschalter funktionieren dank Schwerkraft ähnlich der Libelle einer Wasserwaage; ein beweglicher Quecksilbertropfen in einem gebogenen oder geraden Glasrohr öffnet und schließt neigungsabhängig den elektrischen Kontakt zwischen zwei ins Glas eingeschmolzenen Metallstiften. Solche Neigungsschalter finden sich teilweise in alten Treppenlicht-Zeitschaltern, in Thermostaten von Heißwasserspeichern, in Druckschaltern von Hauswasserpumpen und als Rumpelsicherung in Waschmaschinen. In den früher verwendeten Turbowechselrichtern wurde ein Quecksilberstrahl als kreisender „Schaltfinger“ benutzt.
Frühe Wanderschriftanlagen basierten auf Federkontakten, darunter durchgezogenem Lochstreifen und einem Quecksilberbad.

### Quecksilberdampflampen

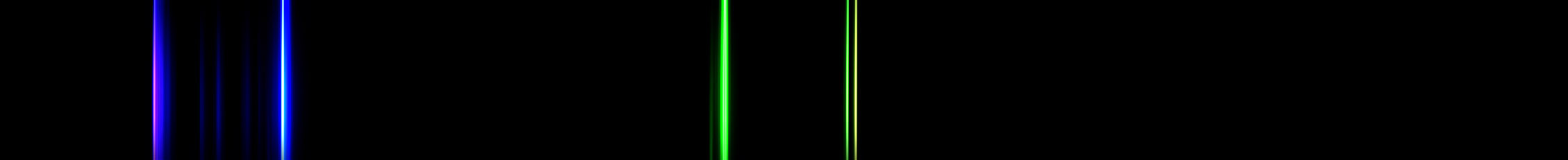
Sichtbarer Bereich des Quecksilber-Spektrums. Die violette Linie ist gerade noch mit dem Auge sichtbar. Besonders stark ausgeprägte Linien liegen im (links) anschließenden unsichtbaren UV.

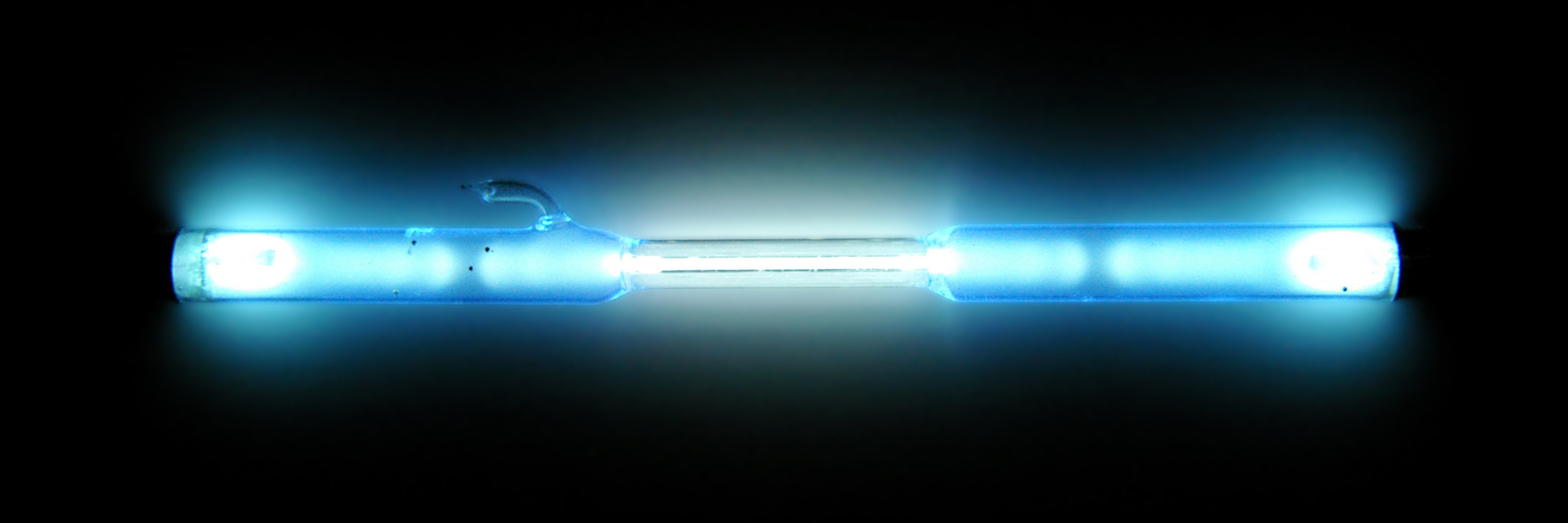
Hg-Gasentladungsröhre

Quecksilber wird in Entladungsgefäßen (Quecksilberdampflampen) von Gasentladungslampen (Leuchtstofflampen, „Energiesparlampen“, Kaltkathodenröhren, Quecksilberdampf-Hochdruck- und -höchstdrucklampen, Höhensonne, Quarzlampe, sog. „Schwarzlichtlampe“) eingesetzt.
Leuchtstofflampen und auch Schwarzlichtlampen nutzen Fluoreszenzfarbstoffe, die die starke Ultraviolett-Emission bei 254 nm nutzen. Diese Wellenlänge tritt aus dem Entladungsgefäß aus, wenn es aus Quarzglas entsprechender Qualität besteht. Die Ultraviolettstrahlung wird zum Desinfizieren (u. a. Trinkwasser) verwendet, ist gesundheitsschädlich für Haut und Augenhornhaut und nicht zu verwechseln mit therapeutisch und kosmetisch verwendeten Ultraviolettquellen.

### Amalgam

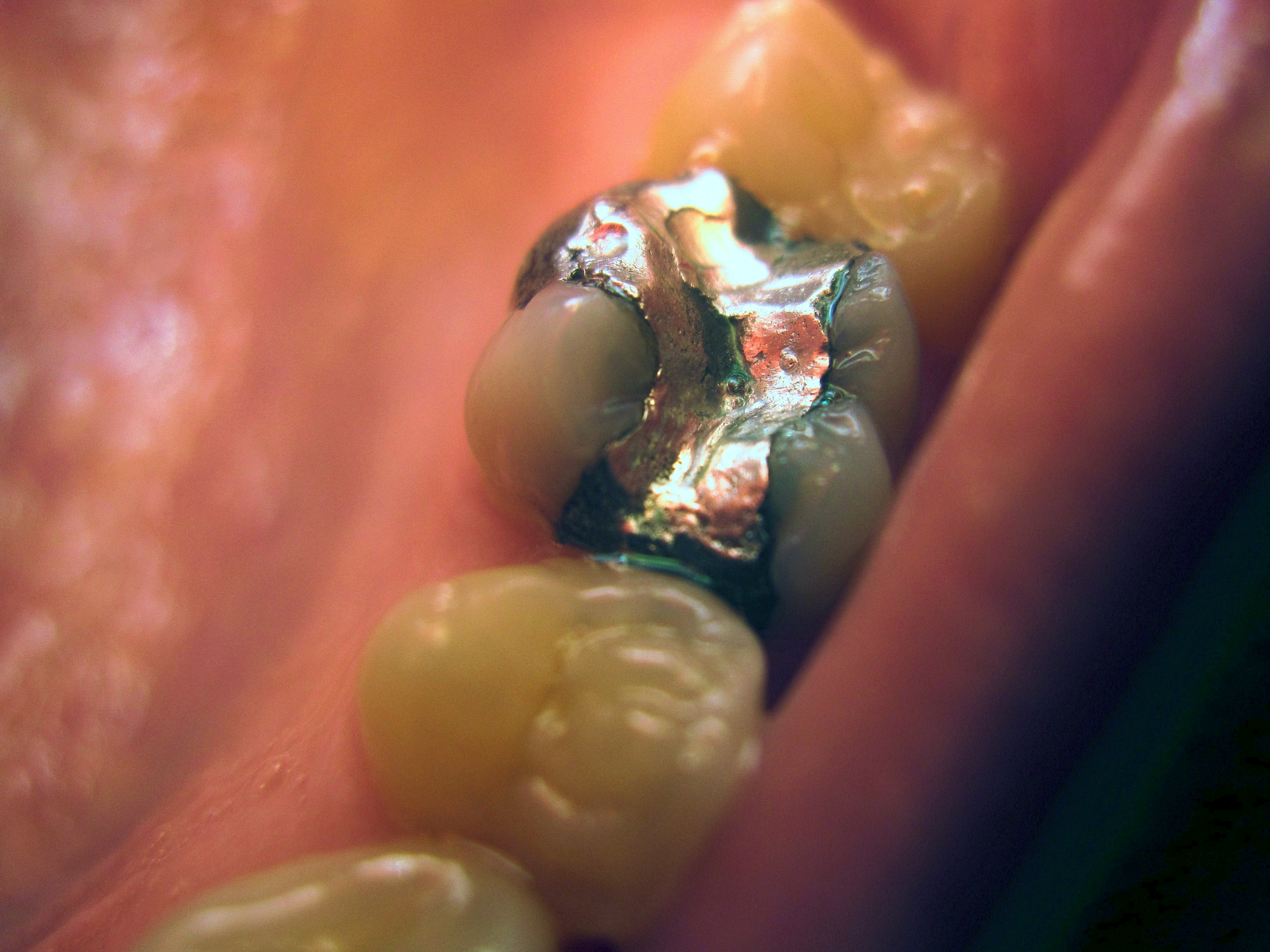
Zahnfüllung aus Silber-Amalgam

Quecksilber bildet mit vielen anderen Metallen spontan Legierungen, die Amalgame genannt werden. Amalgame werden z. B. als Zahnfüllmittel eingesetzt. Ein Gemisch aus Quecksilber und Pulver von Metallen wie Silber ist eine Zeitlang teigig in eine gebohrte Öffnung des Zahns hineindrückbar und härtet bald unter Amalgambildung aus. Während Zahnmaterial durch bakteriell-chemischen Angriff mit den Jahren schwindet, hat Amalgam die Tendenz, sich durch hohen Kaudruck als Metall tendenziell plastisch auszudehnen und den Nebeneffekt, Bakterien im Wachstum zu hemmen. Wird – eventuell versehentlich, typisch von Schokoladeverpackung – beim Kauen ein Stück Alufolie fest auf eine Amalgamfüllung gepresst, bildet sich ein galvanisches Element aus und fließt entsprechend elektrischer Gleichstrom, der als unangenehmer metallischer Reiz im Zahnnerv empfunden wird.
Im März 2017 wurde im Europäischen Parlament die Verordnung (EU) 2017/852 beschlossen, die die Verwendung von Amalgam deutlich einschränkt. Ab Juli 2018 dürfen Jugendliche unter 15 Jahren sowie schwangere und stillende Frauen keine Zahnfüllungen aus Amalgam mehr erhalten, es sei denn, der Zahnarzt erachtet eine solche Behandlung wegen der spezifischen medizinischen Erfordernisse bei dem jeweiligen Patienten als zwingend notwendig. Grundsätzlich müssen ab dann auch vordosierte Mischungen verwendet werden, um den Quecksilberanteil optimal zu halten. Weiter sind dann Amalgamabscheider im Ordinationsabwasserstrang vorgeschrieben. Vorzugsweise bis 2030 soll Amalgam völlig aus der Zahnmedizin verschwinden.
Da Quecksilber die schützende Oxidhaut des Aluminiums zu zerstören vermag und den Werkstoff durch Aluminiumamalgam-Bildung schädigt, ist das Mitführen von quecksilberhaltigen Geräten (z. B. Fieberthermometer) in Flugzeugen zwar nicht verboten, aber gemäß der IATA Dangerous Goods Regulations beschränkt (1 Stück / Passagier und zwingend in Schutzhülle – DGR 2.3). Quecksilber ist der Gefahrgutklasse 8 – Ätzende Materialien zugeordnet. Eine „ätzende“ Wirkung besteht auf viele Metalle, die im Flugzeugbau verwendet werden, u. a. Zink, Magnesium und Aluminium. Flüssiges Quecksilber wirkt auf Aluminium und -legierungen versprödend.

### Desinfektions- und Beizmittel
In dem Wunddesinfektionsmittel Mercurochrom war der wirksame Bestandteil ein organisches Quecksilbersalz. Die heute erhältliche Mercuchrom-Jod-Lösung ist eine Povidon-Jod-Lösung.
In Merfen, einem weiteren Desinfektionsmittel, war früher Phenylquecksilberborat enthalten. HgCl2 (Sublimat) wurde früher als Desinfektionsmittel in Krankenhäusern verwendet. Thiomersal ist eine organische Quecksilberverbindung, die in sehr geringen Konzentrationen als Bakterizid zur Konservierung von Impfstoffen verwendet wird.
Die konventionelle Landwirtschaft verwendet Quecksilberverbindungen als Beizmittel für Saatgut. Seit 1984 ist dies in Deutschland verboten. Im Irak kam es 1971–1972 zu Massenvergiftungen infolge des Verzehrs von Saatgut.
Quecksilber(II)-chlorid wurde früher sowohl als Desinfektions- und Beizmittel als auch zur Holzkonservierung und Leichenkonservierung verwendet.

### Elektrolyse
Quecksilber spielte mengenmäßig eine große Rolle bei der Herstellung von Natronlauge und Chlor durch Chlor-Alkali-Elektrolyse nach dem Amalgamverfahren. Während der Elektrolyse wird das reduzierte Natriummetall als Amalgam, einer Natrium-Quecksilber-Legierung, in eine separate Zelle, den Zersetzer, überführt, um die Bildung des explosiven Chlorknallgases und des unerwünschten Natriummonooxochlorates (Natriumhypochlorit) in der Elektrolysezelle zu verhindern. Derzeit wird ein großer Teil der deutschen und europäischen mit dem Amalgamverfahren arbeitenden Einrichtungen auf alternative, quecksilberfreie Prozesse (Membranverfahren) umgestellt, um die Quecksilberemissionen zu senken.

### Goldwäsche
Bei einem Verfahren zur Goldgewinnung wird Quecksilber verwendet, um den feinen Goldstaub zu lösen, wodurch Goldamalgam entsteht (siehe Amalgamation). Da Quecksilber schon bei niedrigen Temperaturen flüssig wird, bildet es Legierungen, die besonders leicht schmelzen. Beim Waschen und bei anschließendem Glühen zur Rückgewinnung reinen Goldes gelangt das Quecksilber in die Umgebung. Dies ist der Hauptgrund für die hohe Umweltverschmutzung bei dieser Art der Goldgewinnung (siehe dazu Umweltemissionen, weiter unten). Alternativen zum Amalgamverfahren sollen gefördert werden. Auch das Gold für die vom 17. bis 19. Jahrhundert geprägten deutschen Flussgolddukaten wurde durch Amalgamation herausgelöst bzw. gereinigt, um es zu erschmelzen.
Früher wurde unter anderem im Harz auf diese Weise auch Silber gewonnen.

### Kunst
Im Grabmal des ersten chinesischen Kaisers Qin Shihuangdi soll es Flüsse aus Quecksilber gegeben haben. In der Umgebung hat man wissenschaftlich den Boden untersucht und dabei einen unnatürlich hohen Quecksilbergehalt festgestellt. Dieser allein ist aber noch kein Beleg für die Richtigkeit der Legende.
Unterhalb der Tempelpyramide des Quetzalcoatl in Teotihuacán haben mexikanische Archäologen flüssiges Quecksilber gefunden. Die Forscher vermuten, dass es sich dabei um die rituelle Darstellung des Unterweltflusses der Maya – vergleichbar mit dem altgriechischen Styx – handelt.
Der amerikanische Künstler Alexander Calder baute 1937 einen Quecksilber-Springbrunnen zum Gedenken an die Todesopfer des Quecksilberabbaus. Um das Jahr 1000 gab es in den Palästen der Kalifen von Córdoba (Medina az-Zahra), Kairo und Bagdad mit Quecksilber gefüllte Becken, die für das Spiel mit Lichtwirkungen genutzt wurden, außerdem in großen Porphyrmuscheln angelegte Quecksilberteiche (für Kairo sind 50 Ellen im Quadrat, also ca. 26 m × 26 m überliefert).
Im Kunsthandwerk war die Feuervergoldung lange gebräuchlich (bei Vergoldung Bronze im 18. Jahrhundert als Ormolu, bis zum Verbot in Frankreich um 1830 wegen Gesundheitsgefahren für die Handwerker). Hier wurde wie bei der Goldgewinnung die leichte Amalgambildung und thermische Trennung von Gold und Quecksilber ausgenutzt.
Mit dieser Methode ist auch ein Vergolden von Kupferblechen möglich, was zum Beispiel bei den Kuppeln der Isaakskathedrale in Sankt Petersburg im 19. Jahrhundert angewendet wurde.

### Sonstige Anwendungen

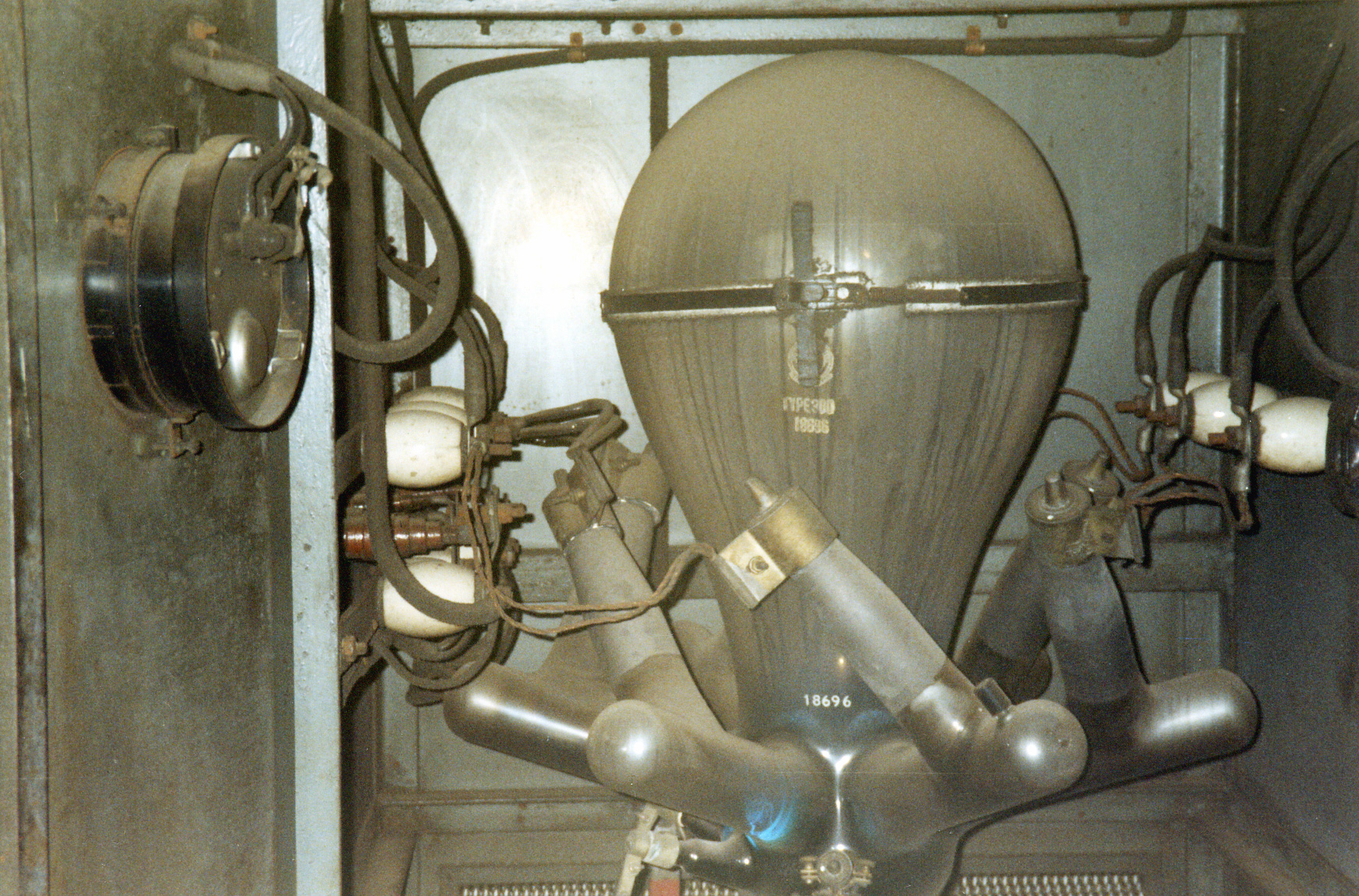
Quecksilberdampfgleichrichter im Betrieb; unten zu sehen ist der bläuliche Lichtschein der Quecksilber-Gasentladung

- Verwendung findet das Metall in Quecksilberoxid-Zink-Knopfzellen. Mittlerweile gibt es jedoch nur noch einen Produzenten in Taiwan; der Import in die EU ist nicht mehr zulässig.
- Bis 1886 wurde Quecksilber auch in großem Umfang zur Herstellung von Spiegeln verwendet. Hierzu wurde das Quecksilber auf eine dünne Zinnfolie aufgetragen und darauf eine Glasplatte aufgelegt. Das sich nach Tagen bildende Zinnamalgam bildet die spiegelnde Schicht, die im Gegensatz zu den heute üblichen Silbernitratspiegeln einen deutlich ungünstigeren Reflexionsgrad (55 bis 60 % gegenüber 90 bis 96 %) aufweist. Da das Zinnamalgam langsam korrodiert, sich vom Glas ablöst und dabei Quecksilberdämpfe an die Umgebungsluft abgegeben werden, wurde die Herstellung in Deutschland bereits im Jahr 1886 verboten. Lediglich die Restaurierung historischer Spiegel in Museen wird im Ausnahmefall noch heute praktiziert.[74]
- Früher wurde es auch in manchen Röhren der Elektronik wie Quecksilberdampfgleichrichtern, Ignitrons, Excitrons, und Thyratrons verwendet.
- In der Astronomie wird Quecksilber zum Bau relativ preisgünstiger Teleskope mit großer Spiegelfläche verwendet (siehe Flüssiger Spiegel): Quecksilber wird in einen tellerförmigen, luftgelagerten Spiegelträger gefüllt, der dann in Rotation versetzt wird. Durch die Drehung verteilt sich das Quecksilber auf der gesamten Spiegelträgerfläche in dünner Schicht und bildet einen nahezu perfekten parabolischen Spiegel. Ein Nachteil dieser Teleskope ist, dass sie nur senkrecht nach oben schauen können (Zenit), da nur dann bedingt durch die Schwerkraft ein geeigneter Rotationsparaboloid entsteht. Ohne Rotation des Spiegels wurden Quecksilberspiegel in der Metrologie als Ebenheitsnormal eingesetzt.[75]
- Die Eigenschaft von Quecksilber, sich wie eine nichtbenetzende Flüssigkeit zu verhalten (Ausnahmen: Amalgambildner wie Kupfer, Silber, Gold, Aluminium), ist Grundlage für die Quecksilberporosimetrie. Hierbei wird Quecksilber unter Druck (0 bis 4000 bar) in Poren unterschiedlicher Größe gedrückt. Über den aufgewendeten Druck und die dabei benötigte Quecksilbermenge können Aussagen über die Beschaffenheit, Form, Verteilung und Größe von Poren und Hohlräumen gemacht werden. Anwendung findet diese Methode unter anderem in der Mineralogie, Pharmazie und den Keramik-Wissenschaften.
- Früher wurden Quecksilbersalze von Hutmachern, insbesondere zur Herstellung der im 18. Jahrhundert sehr modischen Kastorhüte aus Biberfell, verwendet. Der englische Ausdruck “mad as a hatter” (deutsch: „verrückt wie ein Hutmacher“) (siehe auch Hutmachersyndrom) geht vermutlich auf die Anwendung zurück. Er wurde auch durch die Figur des verrückten Hutmachers in Lewis Carrolls Alice im Wunderland populär.
- Quecksilber wurde in der Vergangenheit neben Wasser als Arbeitsmittel in Dampfkraftwerken verwendet. Der Dampf des Metalles erreichte dabei eine Temperatur von 500 °C bei einem Druck von 10 bar. Trotz seiner thermodynamischen Vorteile setzte sich das Verfahren wegen der Giftigkeit des Metalles nicht durch.
- Die ersten Atomreaktoren vom Typ schneller Brüter wurden mit Quecksilber gekühlt (z. B. Clementine-Reaktor in Los Alamos/USA 1946–1952[76] und ähnliche Reaktoren in der Sowjetunion). Wegen großer Korrosionsprobleme und wegen der schwierigen Handhabung des giftigen Quecksilbers wechselte man jedoch bald zu flüssigem Natrium. Während der Reaktor Clementine bis 1970 zurückgebaut wurde, steht das für die russischen vor mehr als 50 Jahren stillgelegten Quecksilber-gekühlten Reaktoren noch aus.
- Seit einigen Jahren ist bekannt, dass ab ca. 1955 in den USA siedendes Quecksilber im militärischen HERMEX-Projekt zur Abtrennung von waffenfähigem Plutonium aus abgebrannten Reaktorbrennelementen benutzt wurde.[77] Mehr als 1000 Tonnen plutoniumhaltigen Quecksilbers aus diesem stillgelegten HERMEX-Projekt werden im Oak Ridge National Laboratory noch gelagert.
- Ebenfalls im Oak Ridge National Laboratory wurde 1950–1963 ein umfangreiches Projekt zur Gewinnung von Tritium für Wasserstoffbomben unter Benutzung von ca. 11.000 Tonnen Quecksilber durchgeführt. Dabei gelangten ca. 3 % des Quecksilbers in die Umgebung.[78]
- Quecksilber findet (bzw. fand vor allem in der Vergangenheit) auch Verwendung als Arbeitsmittel in Diffusionspumpen zur Erzeugung von ölfreiem Hochvakuum.
- Quecksilberdampf diente zur Entwicklung des Bildes bei der Daguerreotypie, dem ersten praktikablen Fotografie-Verfahren. Das dabei entstehende Foto bestand aus einem Quecksilber-Niederschlag auf einer versilberten Kupferplatte.
- Der Mediziner Anton Nuck führte Ende des 17. Jahrhunderts die Injektion von Quecksilber in anatomische Präparate ein.[79]
- Quecksilber wird in Hochleistungsspallationsquellen als Target zur Erzeugung von Neutronen benutzt, z. B. SNS/USA oder JSNS/Japan. Dabei werden ca. 20 Tonnen Quecksilber mit einem Protonenstrahl von ca. 1 GeV Teilchenenergie beschossen. Quecksilberatomkerne werden dadurch zertrümmert und es werden pro eingestrahltem Proton ca. 20 Neutronen frei. Die in Lund (Schweden) geplante Europäische Spallationsquelle ESS wird voraussichtlich kein Quecksilber verwenden.
- Ab ca. 1892 wurden bei wenigen Leuchttürmen die Linsensysteme auf einem Quecksilber-Flotationssystem drehbar gelagert: Hierbei schwamm der Optikunterbau nahezu reibungsfrei in einer soliden, runden, U-förmigen, bis über die Mitte mit Quecksilber gefüllten Wanne. Bei entsprechender Auslegung war das System in der Lage, Linsen mit einem Gewicht von mehreren Tonnen zuverlässig zu tragen. Um Gesundheitsschäden der Leuchtturmwärter durch Quecksilberdämpfe zu vermeiden, wurde auf das Quecksilber eine Lage Öl gegossen.[80]
- Ein nahezu baugleiches System – allerdings weit kleiner – wurde in den 1980er Jahren ersonnen, um einen bewusst schweren Plattenteller eines Plattenspielers nahezu reibungsfrei und dabei geräuschfrei drehbar zu lagern. Es blieb bei einem Prototyp; eine Serienfertigung wurde nicht aufgenommen. Von einem Nachbau wurde – unter Hinweis auf die Giftigkeit von Quecksilber – dringend abgeraten.[81]

## Zurückdrängung der Anwendung und Gewinnung
Das Schwermetallprotokoll von Aarhus zum UNECE-Übereinkommen von 1979 über weiträumige grenzüberschreitende Luftverunreinigung trat 2003 in Kraft und bezweckt die Verminderung der Emissionen der Schwermetalle Blei, Cadmium und Quecksilber.
Vom 9. (dem Tag der Apotheke) bis zum 25. Oktober 2007 wurden in einer Aktion von Lebensministerium und Apothekerkammer in Österreich über die Apotheken eine Million Quecksilberfieberthermometer aus Privathaushalten eingesammelt und über Pharmagroßhandel und den Entsorger Saubermacher in ein Untertage-Lager in Deutschland verbracht. Diese Menge entspricht einer Tonne Quecksilber. Als Anreiz gab es für jedes zurückgegebene ein digitales Fieberthermometer (im Wert von ca. 1 €). Die Initiatoren rechneten nur mit 50.000 Thermometern und mussten 200.000 Digitalthermometer nachliefern.
2009 entschied sich Schweden, den Gebrauch von Quecksilber generell zu verbieten. Das Verbot bedeutet, dass der Gebrauch von Amalgam in Zahnfüllungen eingestellt wird und dass quecksilberhaltige Produkte nicht mehr in Schweden vermarktet werden dürfen. Laut dem schwedischen Umweltministerium ist das Verbot „ein starkes Signal für andere Länder und der Beitrag Schwedens zu den Zielen von EU und UN, Gebrauch und Emission von Quecksilber zu reduzieren.“ Dem vorausgegangen war 2008 ein Verbot des Gebrauchs von Quecksilber in Norwegen. Zu diesem Thema wurde 2010 auch eine UN-Konferenz in Stockholm abgehalten. In der Schweiz sanken die eingeführten Quecksilbermengen nach 2008 stark von über 3000 kg auf rund 600 kg pro Jahr im Zeitraum 2009–2013 und weiter auf noch 70 kg im Jahr 2016. Für Dentalprodukte bestimmtes Quecksilber macht davon den Hauptanteil aus.
Die „Gemeinschaftsstrategie für Quecksilber“ der EU vom 28. Januar 2005 zielt auf die Reduktion von Emissionen, Angebot und Nachfrage von Quecksilber. Existierende Mengen sollen bewirtschaftet, Menschen vor Exposition geschützt, Verständnis geschaffen und Maßnahmen gefördert werden.
Per EU-Richtlinie vom September 2006 wurde der Quecksilbergehalt von Batterien und Akkus mit 0,0005 Gewichtsprozent (Knopfzellen jedoch 2 %) limitiert.
Die EG-Verordnung über das Verbot der Ausfuhr von Quecksilber und bestimmten Verbindungen sowie die sichere Lagerung von Quecksilber vom 22. Oktober 2008 verbietet seit 15. März 2011 den Export von Quecksilber und Quecksilberhaltigem – mit Ausnahmen – aus der EU. Mit demselben Datum ist Quecksilber, das vor allem in der Chloralkali-Industrie durch Verfahrensumstellung außer Funktion gebracht wird, als gefährlicher Abfall zu behandeln und in Hochsicherheitsbereiche unter Tage, wie aufgelassenen Salzbergwerken, einzulagern und zu überwachen. Europa war bisher der Haupterzeuger von Quecksilber weltweit. Das Inventar an Quecksilber vor allem in der in Deutschland konzentrierten Chloralkali-Elektrolyse beträgt rund 1000 t.
Die Weltproduktion von Quecksilber hat seit ihrem Maximum 1970 mit 10.000 t/a bis 1992 um 3.000 t/a abgenommen.
Bereits seit 2001 haben die Vereinten Nationen in ihrem United Nations Environmental Program Governing Council Quecksilber auf der Liste der regulierten Substanzen der globalen Umweltverschmutzungen gesetzt.
Zehn Jahre nach Anstoß durch die Schweiz und Norwegen haben 140 Staaten nach langen Verhandlungen am 19. Januar 2013 in Genf das Minamata-Übereinkommen unterzeichnet, das erste bindende Abkommen zur Einschränkung der Gewinnung und zur Eindämmung der Emissionen des Quecksilbers. Das Übereinkommen regelt Produktion, Verwendung und Lagerung von Quecksilber und den Umgang mit Hg-haltigen Abfällen; seine Einhaltung wird durch eine beratende Kommission überwacht. Neue Minen dürfen nicht errichtet, bestehende müssen binnen 15 Jahren geschlossen werden, so dass dann Quecksilber nur mehr aus Recycling zur Verfügung steht. Durch den Menschen wurde in den letzten 100 Jahren die Quecksilber-Konzentration in den obersten 100 m der Ozeane verdoppelt, so ein UNO-Bericht.

## Entsorgung
Verschüttetes Quecksilber kann mit einer speziellen Quecksilberzange oder durch Gegeneinanderschaufeln von zwei geeignet gemuldeten Blättern Papier aufgenommen werden. Kleine Reste können mit einer Zinkplatte oder Zinkpulver amalgamiert oder mit Schwefel zum Sulfid umgewandelt und dann verfestigt zusammengekehrt werden. Quecksilberabfälle müssen als Sondermüll gesammelt und speziell entsorgt werden.
In der Laborpraxis sollte vermieden werden, dass Quecksilber in Bodenritzen fließt, von wo es über Jahre durch Verdunstung an die Umgebung freigesetzt würde.

## Verbindungen
Anorganische Quecksilberverbindungen entstehen durch dessen Verbindung mit anderen Elementen außer Kohlenstoff, wie beispielsweise Chlor, Schwefel oder Sauerstoff. Sie können Quecksilber entweder in der Oxidationsstufe I (Hg2++) oder II (Hg2+) enthalten. Anorganische Quecksilberverbindungen wurden und werden in einem außerordentlich breiten Spektrum von medizinischen und kosmetischen Produkten verwendet. Organische Quecksilberverbindungen sind eine Teilgruppe der metallorganischen Verbindungen, bei denen Quecksilber an einen organischer Rest oder eine organische Verbindung direkt gebunden ist. Sie enthalten u. a. Alkyl- und Phenylgruppen als organische Reste. Phenylquecksilberverbindungen werden hauptsächlich als Konservierungsstoffe in der Medizin eingesetzt.
Hierbei sind entweder Quecksilber(I)- (auch Diquecksilber(I)-) oder Quecksilber(II)-verbindungen von Bedeutung:
- Dimethylquecksilber
- Quecksilber(II)-acetat
- Quecksilber(II)-amidchlorid (D0602Z)
- Quecksilber(I)-chlorid (Mineral Kalomel)
- Quecksilber(II)-chlorid (Sublimat)
- Quecksilber(II)-fulminat (Knallquecksilber)
- Quecksilber(II)-iodid (Neßler-Reaktion)
- Quecksilber(II)-nitrat
- Quecksilber(II)-oxid
- Quecksilber(II)-sulfid (Mineral Cinnabarit, Zinnober)

## Analytik

### Klassische, anorganische Nachweisreaktionen

#### Amalgamprobe

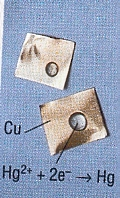
Amalgamprobe

Quecksilbersalze können mit Hilfe der Amalgamprobe nachgewiesen werden. Die salzsaure Lösung wird auf ein Kupferblech gegeben und es bleibt ein fester, silbriger Amalgamfleck zurück. Silberionen können den Nachweis stören und werden daher als AgCl gefällt.
{\displaystyle \mathrm {Hg^{2\operatorname {+} }+Cu\longrightarrow Hg+Cu^{2\operatorname {+} }} }

#### Glührohrprobe
Ein weiterer Nachweis für Quecksilber ist die Glührohrprobe. Dabei wird die zu analysierende Substanz mit etwa der gleichen Menge Natriumcarbonat (Soda) vermengt und im Abzug geglüht. Elementares Quecksilber scheidet sich als metallischer Spiegel an der Reagenzglaswand ab.

#### Qualitativer Nachweis im Trennungsgang
Im qualitativen Trennungsgang kann Quecksilber sowohl in der HCl-Gruppe als auch in der H2S-Gruppe nachgewiesen werden.
Nach Zugabe von HCl bildet sich Kalomel, Hg2Cl2, welches nach Zugabe von Ammoniaklösung zu fein verteiltem Quecksilber und Quecksilber(II)-amidochlorid reagiert.
Nach Einleiten von H2S fällt zweiwertiges Quecksilber in Form von schwarzem Zinnober, HgS, aus und kann mit Hilfe der Amalgamprobe nachgewiesen werden.

### Instrumentelle Analytik des Quecksilbers
Für die Spurenanalytik des Quecksilbers und seiner Organoderivate stehen eine Reihe von Methoden zur Verfügung. Allerdings werden in der Literatur laufend neue bzw. verbesserte Verfahren vorgestellt. Ein nicht zu unterschätzendes Problem ist die Probenaufarbeitung.

#### Atomabsorptionsspektrometrie (AAS)
Unter den verschiedenen Techniken der AAS liefern die Quarzrohr- und die Graphitrohrtechnik die besten Ergebnisse für anorganische und metallorganische Quecksilberverbindungen. Dabei wird eine Quarzküvette elektrisch auf über 900 °C erhitzt und die Probe dabei atomisiert. Anschließend wird die Absorption bei 253,7 nm gemessen. Als Beispiel sei eine Nachweisgrenze für CH3HgCl von 100 µg/L genannt. Eine weitere beliebte Technik zum Nachweis von elementarem Quecksilber oder Quecksilberorganylen ist die Kaltdampferzeugung in Verbindung mit der AAS. Bei sehr geringen Konzentrationen werden die volatilen Analytspezies zunächst unter Bildung von Amalgamen auf Gold- oder Silberoberflächen, welche in einer Graphitküvette platziert wurden, angereichert. Anschließend wird bei 1400 °C atomisiert und die Absorption gemessen. Auf diesem Wege wurde eine Nachweisgrenze von 0,03 ng erreicht.

#### Atomemissionsspektrometrie (AES)
In der AES haben sich das mikrowelleninduzierte Plasma (MIP) und das induktiv gekoppelte Plasma (ICP) zur Atomisierung bewährt. Die Detektion findet auch bei dieser Methode bei 253,65 nm und 247,85 nm statt. Mit Hilfe der MIP-AES wurden absolute Nachweisgrenzen von 4,4 ng/g Probe gefunden. Die ICP-AES weist eine Nachweisgrenze von 20 bis 50 ng/mL auf.

#### Massenspektrometrie (MS)
Quecksilber weist insgesamt sieben stabile Isotope unterschiedlicher Häufigkeit auf. Für die Massenspektrometrie sind jedoch häufig nur 201Hg (13,22 %) und 202Hg (29,80 %) relevant. Mit Hilfe der ICP-MS können anorganische Quecksilberverbindungen und Quecksilberorganyle wie Methylquecksilber, CH3Hg, mit Nachweisgrenzen von bis zu 2,6 ng/g bestimmt werden.

#### Neutronenaktivierungsanalyse (NAA)
Die NAA basiert auf der Kernreaktion AHg(n,γ)A+1Hg (Bestrahlung von Quecksilber mit Neutronen). Dadurch entstehen radioaktive Quecksilbernuklide. Die Intensität resultierenden charakteristischen Gammastrahlung wird mit einem hochreinen Germaniumdetektor bestimmt. Sie ist proportional der Anzahl an vorhandenen aktivierten Kernen und es können durch interne Kalibrierung quantitative Aussagen getroffen werden. Häufig wird 197mHg mit einer Halbwertszeit von 2,7 Tagen bei 77,3 keV detektiert.

#### Voltammetrie
Für die elektrochemische Bestimmung von Hg-Spuren eignet sich am besten die anodische Stripping-Voltammetrie (ASV). Dabei geht der voltammetrischen Messung eine reduktive Anreicherungsperiode auf der Gold-Messelektrode voraus. Es folgt die eigentliche Bestimmung durch Messung des Oxidationsstroms beim Scannen eines Spannungsfensters von 0 V bis 600 mV. Die Höhe des Oxidationspeaks bei 500 mV korreliert mit der Menge an vorhandenem Quecksilber. Es wurden Nachweisgrenzen von 12 pM (2,4 ng/l) Quecksilber im Meerwasser nach 2-minütiger Anreicherungszeit erzielt. Daneben kommt die Invers-Voltammetrie an Gold-, Platin- oder Kohleelektroden in Frage.

#### Automatisierte Analytik
Für die Routineanalytik von Quecksilber gibt es mittlerweile automatisierte Analysatoren. Sie beruhen üblicherweise auf dem Prinzip der thermischen Zersetzung, gefolgt von einer Amalgamierung und anschließender Messung der Atomabsorption (siehe AAS). Mit derartigen Analysengeräten können feste und flüssige Proben innerhalb von wenigen Minuten auf ihren Quecksilbergehalt untersucht werden. Diese kommerziell erhältlichen Geräte sind sehr empfindlich und genügen den Anforderungen von nationalen Qualitäts-sicherungsstandards wie der US-EPA-Methode 7473 und der ASTM-Methode D-6722-01.

## Umweltemissionen

Prozentuale Anteile anthropogener Quecksilber-Emissionsquellen weltweit im Jahr 2010

Quecksilber-Luftemissionsquellen Deutschland (Umweltbundesamt)

Quecksilber wird in großen Mengen durch menschliche Aktivitäten freigesetzt. Es wird geschätzt, dass jährlich etwa 2500 Tonnen durch anthropogene Emissionen als gasförmiges Quecksilber in die Atmosphäre abgegeben werden, zudem noch erhebliche Mengen in Böden und Gewässer. Der anthropogene Anteil an den Gesamtemissionen beträgt geschätzt rund 30 %. Die gesamten von den Anfängen der Zivilisation bis 2010 durch menschliche Aktivitäten verursachten Emissionen in die Umwelt wurden auf 1,1–2,8 Millionen Tonnen geschätzt.
Bedeutende Emissionsquellen sind:
- die (kleingewerbliche) Goldgewinnung (Artisanal Small Scale Mining). Nach Schätzungen werden 20 bis 30 Prozent des weltweit geförderten Goldes durch nicht industrielles Schürfen, also von Goldsuchern gewonnen.[109] Würden alle Goldschürfer auf der Welt das umweltschonende Borax-Verfahren anwenden, könnte die Emission von rund 1.000 Tonnen Quecksilber, etwa 30 % der weltweiten Quecksilber-Emissionen, vermieden werden.[110]
- Die Energiewirtschaft, insbesondere Kohlekraftwerke: Die Quecksilberemissionen durch die Energiewirtschaft werden fürs Jahr 2010 auf weltweit ca. 859 Tonnen beziffert, wovon etwa 86 % aus der Verbrennung von Kohle stammen.[111] Der anhaltende Ausbau von Kohlekraftwerken in China wird dazu führen, dass sich in Zukunft die Kohleverbrennung zum größten Emittenten entwickelt.[112] In Stein- und Braunkohle tritt Quecksilber zwar nur in Spuren auf, die hohe Menge der weltweiten verbrannten Kohle führt aber zu erheblichen Freisetzungsraten. In Deutschland emittiert die Energiewirtschaft seit 1995 konstant rund 7 Tonnen Quecksilber.[106]
- Zementwerke (durch Quecksilber im Kalkstein und beim Einsatz von Abfall/Klärschlamm als Brennstoff),
- Nichteisenmetallhütten (durch Quecksilber in Erzen, vor allem bei Gold-, Kupfer, Zink- und Bleigewinnung),
- Stahlerzeugung (vor allem bei Schrotteinsatz),
- Herstellung von Chlor, Wasserstoff und Natronlauge (Chlor-Alkali-Elektrolyse mit Amalgamverfahren).

Bei den luftseitigen Quecksilberemissionen aus Deutschland (10257 kg im Jahr 2013) hatte die Energiewirtschaft aufgrund der Kohlekraftwerke einen Anteil von 68 % (6961 kg), die Metallverhüttung 11 % (1080 kg) und die Zement- u. a. Mineralindustrie 6 % (609 kg). Mit rund 10 Tonnen Quecksilberemission ist Deutschland zusammen mit Polen und Griechenland Spitzenreiter in Europa.
Im Januar 2016 zeigte eine im Auftrag der Grünen erstellte Studie, dass die seit April 2015 in den USA für 1100 Kohlekraftwerke geltenden Quecksilber-Grenzwerte in Deutschland von keinem Kohlekraftwerk eingehalten werden, da entsprechend strenge gesetzliche Anforderungen fehlen. Würden die gleichen Grenzwerte für Quecksilber-Emissionen wie in den USA gelten (im Monatsmittel umgerechnet etwa 1,5 µg/m3 für Steinkohlekraftwerke und 4,4 µg/m3 für Braunkohlekraftwerke), könnte von den 53 meldepflichtigen Kohlekraftwerken in Deutschland lediglich das inzwischen stillgelegte Kraftwerk Datteln (Block 1–3) am Netz bleiben. Das Umweltbundesamt empfiehlt seit mehreren Jahren die Absenkung des Grenzwertes im Abgas von Kohlekraftwerken auf 3 µg/m3 im Tagesmittel und 1 µg/m3 im Jahresmittel. Bei der Umsetzung der europäischen Industrieemissionsrichtlinie haben Bundesregierung und Bundestagsmehrheit Ende Oktober 2012 für Kohlekraftwerke Grenzwerte von 30 µg/m3 im Tagesmittel und (für bestehende Kraftwerke ab 2019) 10 µg/m3 im Jahresmittel beschlossen. Auf der Expertenanhörung im Umweltausschuss des Bundestags am 15. Oktober 2012 war eine Angleichung an die US-amerikanischen Grenzwerte empfohlen worden. Im Juni 2015 hat eine von der Europäischen Kommission geleitete Arbeitsgruppe mit Vertretern aus Mitgliedstaaten, Industrie- und Umweltverbänden festgestellt, dass in Kohlekraftwerken mit quecksilberspezifischen Techniken Quecksilber-Emissionswerte unter 1 µg/m3 im Jahresmittel erreichbar sind. Niedrige Quecksilberemissionen lassen sich durch die Zugabe von Aktivkohle, durch Fällungsmittel im Rauchgaswäscher oder Spezialfiltermodule erreichen. Katalysatoren und die Zugabe von Bromsalzen können die Quecksilberausschleusung verbessern, weil sie elementares in ionisches Quecksilber umwandeln. Die mit diesen Verfahren verbundene Erhöhung der Stromerzeugungskosten wird auf unter 1 Prozent geschätzt.
Niedrige Quecksilber-Konzentrationswerte im Bereich von 1 Mikrogramm pro Normkubikmeter und darunter erreichen beispielsweise das Steinkohle-Kraftwerk in Lünen-Stummhafen, das Steinkohle-Kraftwerk in Wilhelmshaven, das Steinkohle-Kraftwerk in Werne, das Steinkohle-Kraftwerk in Hamm-Uentrop, das Steinkohle-Kraftwerk in Großkrotzenburg bei Hanau sowie das Braunkohlekraftwerk in Oak Grove (Texas/USA).
Die beiden folgenden Tabellen nennen meldepflichtige Betriebe in Deutschland, die im Jahr 2010 mehr als 100 Kilogramm Quecksilber pro Jahr an die Luft gemeldet hatten bzw. mehr als 5 Kilogramm Quecksilbereinleitung pro Jahr in ein Gewässer meldeten. Fett gedruckte Zahlen markieren gegenüber dem Vorjahr gestiegene Emissionen.
| Anlagenart | Betriebsname                               | Betreiber                                  | Quecksilber (kg) | Quecksilber (kg) | Quecksilber (kg) | Quecksilber (kg) | Quecksilber (kg) |
| Anlagenart | Betriebsname                               | Betreiber                                  | 2010             | 2012             | 2013             | 2014             | 2015             |
| --- | ------------------------------------------ | ------------------------------------------ | ---------------- | ---------------- | ---------------- | ---------------- | ---------------- |
| Braunkohle-Kraftwerk | Kraftwerk Lippendorf*                      | Vattenfall                                 | 1.160            | 482              | 410              | 489              | 490              |
| Braunkohle-Kraftwerk | Kraftwerk Jänschwalde**                    | Vattenfall                                 | 592              | 505              | 330              | 501              | 431              |
| Braunkohle-Kraftwerk | Kraftwerk Niederaußem                      | RWE                                        | 499              | 497              | 527              | 485              | 486              |
| Braunkohle-Kraftwerk | Kraftwerk Weisweiler                       | RWE                                        | 271              | 299              | 227              | 232              | 176              |
| Braunkohle-Kraftwerk | Kraftwerk Schwarze Pumpe                   | Vattenfall                                 | 243              | 228              | 194              | 303              | 339              |
| Stahlwerk | Peiner Träger                              | Salzgitter AG                              | 229              | 131              | 67,9             | 49,7             | 148              |
| Braunkohle-Kraftwerk | Kraftwerk Schkopau                         | E.ON, EP Energy                            | 227              | 441              | 430              | 405              | 267              |
| Braunkohle-Kraftwerk | Kraftwerk Boxberg                          | Vattenfall                                 | 226              | 235              | 370              | 392              | 486              |
| Braunkohle-Kraftwerk | Kraftwerk Neurath                          | RWE                                        | 181              | 497              | 667              | 672              | 708              |
| Steinkohle-Kraftwerk | Kraftwerk Bremen-Hafen                     | swb AG                                     | 156              | 150              | 45,4             | < 10             | 16,6             |
| Braunkohle-Kraftwerk | Kraftwerk Frimmersdorf                     | RWE                                        | 153              | 119              | 68,6             | 79,1             | 95,9             |
| Steinkohle-Kraftwerk | Grosskraftwerk Mannheim                    | RWE, EnBW, MVV Energie                     | 146              | 137              | 154              | 139              | 148              |
| Chemische Industrie | Werk Ludwigshafen am Rhein                 | BASF                                       | 140              | 97               | 62,7             | 70,5             | 61,2             |
| Müllverbrennung | Müllverbrennung Hagen                      | Hagener Entsorgungsbetrieb                 | 140***           | < 10             | < 10             | < 10             | < 10             |
| Stahlwerk | Werk Kehl                                  | Badische Stahlwerke                        | 140              | 211              | 211              | 117              | k. A.            |
| Steinkohle-Kraftwerk | Kraftwerk Scholven                         | E.ON                                       | 135              | 144              | 155              | 151              | 79               |
| Chemische Industrie | Werk Frankfurt am Main                     | Akzo Nobel Industrial Chemicals            | 131              | 63,9             | 63,9             | 63,9             | 31,9             |
| Chemische Industrie | Werk Lülsdorf                              | Evonik Degussa                             | 111              | 68,5             | 68,5             | 8,17             | 47,2             |
| Steinkohle-Kraftwerk | Kraftwerk Farge                            | GDF Suez                                   | 106              | 109              | 113              | 17,1             | 15,5             |
| Chlor-Alkali-Elektrolyse | Werk Rüstersiel                            | INEOS Chlor Atlantik                       | 101              | 77               | 58,2*****        | -                | -                |
| Summe | Summe                                      | Summe                                      | 5.087            | 4.491            | 4.223            | 4.174            | 4.026            |
| Deutschland Gesamt | Deutschland Gesamt                         | Deutschland Gesamt                         | 10.310           | 9.985            | 9.627            | 9.239            | 9.095            |
| Anteil aufgeführter Betriebe an Gesamt**** | Anteil aufgeführter Betriebe an Gesamt**** | Anteil aufgeführter Betriebe an Gesamt**** | 49 %             | 45 %             | 44 %             | 45 %             | 44 %             |
| * mit Klärschlamm-Abfallverbrennung ** mit Ersatzbrennstoff-Abfallverbrennung *** Mess-/Meldefehler; tatsächlich: < 10 **** Werte < 10 kg mit Null berechnet ***** Juli 2013 geschlossen |                                            |                                            |                  |                  |                  |                  |                  |

| Flusseinzugsgebiet      | Betriebsname                            | Betreiber                     | Quecksilber (kg) | Quecksilber (kg) | Quecksilber (kg) |
| Flusseinzugsgebiet      | Betriebsname                            | Betreiber                     | 2010             | 2012             | 2015             |
| ----------------------- | --------------------------------------- | ----------------------------- | ---------------- | ---------------- | ---------------- |
| Isar/Donau              | München I Gut Großlappen                | Münchner Stadtentwässerung    | 19,5             | 7,69             | < 1              |
| Isar/Donau              | München II – Gut Marienhof              | Münchner Stadtentwässerung    | 11,3             | 2,45             | < 1              |
| Weiße Elster/Saale/Elbe | Kläranlage Rosenthal                    | Kommunale Wasserwerke Leipzig | 10,8             | 8,1              | 8,1              |
| Spree/Havel/Elbe        | Klärwerk Waßmannsdorf                   | Berliner Wasserbetriebe       | 9,8              | < 1              | < 1              |
| Rur/Maas                | Zentralkläranlage Düren-Merken          | Wasserverband Eifel-Rur       | 8,89             | 2,12             | < 1              |
| Elbe                    | Klärwerk Magdeburg/Gerwisch             | Städtische Werke Magdeburg    | 8,1              | < 1              | k. A.            |
| Weser                   | Kläranlage Minden-Leteln                | Städtische Betriebe Minden    | 7,53             | 5,9              | < 1              |
| Wupper/Rhein            | Kläranlage Buchenhofen                  | Wupperverband                 | 7                | 2                | 2                |
| Elbe                    | Klärwerksverbund Köhlbrandhöft/Dradenau | Hamburger Stadtentwässerung   | 6                | < 1              | 3,4              |
| Rhein                   | Kläranlage Huckingen                    | Wirtschaftsbetriebe Duisburg  | 6                | < 1              | < 1              |
| Spree/Havel/Elbe        | Klärwerk RuhlebenRuhleben               | Berliner Wasserbetriebe       | 5,8              | < 1              | < 1              |
| Summe                   | Summe                                   | Summe                         | 101              | 38               | 13,5             |

In der Schweiz macht der Eintrag aus Kläranlagen in Oberflächengewässer etwa 1,5 bis 3 Prozent aus (was etwa 5 kg entspricht), der Rest stammt aus diffusen Quellen.
In Norwegen sind quecksilberhaltige Produkte seit 2008, in Schweden seit 2009 verboten.
Aufgrund der bekannten Gefahren durch freigesetztes Quecksilber erarbeitete das UN-Umweltprogramm (UNEP) ein internationales Abkommen („Minamata-Übereinkommen“), das im Oktober 2013 von 140 Staaten unterschrieben wurde. Ziel ist die weltweite Minderung von Quecksilberemissionen aus Bergbau, Produktionsverfahren, Produkten und Abfällen. Das Abkommen wurde durch die Ratifizierung des 50. Unterzeichnerstaates am 18. Mai 2017 verbindlich und trat am 16. August 2017 in Kraft.
Das amerikanische Blacksmith Institute ermittelt seit 2006 die Top 10 der am stärksten verseuchten Orte der Erde. Quecksilber gehört hier häufig zu den Schadstoffen der „nominierten“ Orte.
Der Export von Quecksilber bzw. von quecksilberhaltigen Stoffen mit einer Konzentration von über 95 % Quecksilber aus der EU in Nicht-EU-Staaten ist verboten.

## Gesundheitsschäden durch Quecksilber
| Nahrungsmittel                           | Gehalt Hg (µg pro 100 g) |
| ---------------------------------------- | ------------------------ |
| Früchte                                  | 0,12                     |
| Eier und Eierprodukte                    | 0,12                     |
| Gemüse                                   | 0,7                      |
| Trinkwasser                              | 0,01                     |
| zusammengesetzte Lebensmittelerzeugnisse | 1,8                      |
| Barsch                                   | 20,3                     |
| Aal                                      | 17,8                     |
| Hering                                   | 3,6                      |
| Thunfisch                                | 29                       |
| Schwertfisch                             | 121,2                    |
| Fisch (allgemein)                        | 16,6                     |

Quecksilber ist ein giftiges Schwermetall, das bereits bei Zimmertemperatur Dämpfe abgibt. Bei der Aufnahme über den Verdauungstrakt ist reines metallisches Quecksilber vergleichsweise ungefährlich, eingeatmete Dämpfe wirken aber stark toxisch.
Extrem toxisch sind organische Quecksilberverbindungen, da diese im Gegensatz zu elementarem Quecksilber fettlöslich sind. Sie können mit der Nahrung aufgenommen werden, aber auch über die Haut. Sie durchdringen problemlos die meisten Schutzhandschuhe. Diese organischen Quecksilberverbindungen werden fast vollständig resorbiert und in fetthaltiges Gewebe eingebaut. Sie entstehen in der Nahrungskette durch Biomethylierung von Quecksilber (oder Quecksilbersalzen) zu Methylquecksilber. Die Hauptquelle für die menschliche Belastung mit Methylquecksilber ist die Aufnahme über den Konsum von Meeresfisch. Vergiftungen durch organische Quecksilberverbindungen wurden weltweit Mitte der 1950er Jahre durch die Berichterstattung über die Minamata-Krankheit bekannt. Bei der Belastung mit anorganischem Quecksilber sind die Hauptquellen die Aufnahme über die Nahrung und über Dentalamalgam.
Je nach Aufnahme sind sowohl eine akute als auch eine chronische Vergiftung möglich. Als Beispiel kann der Fall des englischen Schiffes Triumph im Jahre 1810 dienen, auf dem sich mehr als 200 Menschen vergifteten, als ein Fass mit Quecksilber auslief.
In den Jahren 2007 und 2015 sind ayurvedische Mittel mit hohen Quecksilbergehalten aufgefallen.

## Lebensmittelrechtliche Regelung
In der EU werden die Höchstmengen von verschiedenen Metallen wie Quecksilber in Lebensmitteln durch die Verordnung (EG) Nr. 1881/2006 geregelt. Die jeweiligen Höchstgrenzen hängen dabei vom Erzeugnis ab und orientieren sich auch daran, was durch gute Herstellungspraxis oder gute landwirtschaftliche Praxis erreichbar ist. Für Quecksilber gibt es verschiedene Grenzwerte für: Fischereierzeugnisse und Fischmuskelfleisch (je nach Art 0,3, 0,5 oder 1,0 mg/kg), Krebstiere (0,5 mg/kg), Kopffüßer und Meeresschnecken (0,3 µmg/kg), Salz und Nahrungsergänzungsmittel (0,1 mg/kg).

## Historische Quellen
- Georg August Richter: Das Quecksilber als Heilmittel. Rücker, Berlin 1830. Digitalisierte Ausgabe der Universitäts- und Landesbibliothek Düsseldorf
- Lutz Sauerteig: Quecksilber. In: Werner E. Gerabek, Bernhard D. Haage, Gundolf Keil, Wolfgang Wegner (Hrsg.): Enzyklopädie Medizingeschichte. De Gruyter, Berlin / New York 2005, ISBN 3-11-015714-4, S. 1208 f.